# Links- und Rechtsverkehr

Weltweite Verteilung von Rechts- und Linksverkehr im Straßenverkehr
Rechtsverkehr
Linksverkehr

Weltweite Verteilung von Rechts- und Linksverkehr, mit historischen Umstellungen seit 1858
Rechtsverkehr
Früher Linksverkehr, jetzt Rechtsverkehr
Linksverkehr
Früher Rechtsverkehr, jetzt Linksverkehr
Früher uneinheitliche Regelung (abhängig vom Ort), jetzt Rechtsverkehr

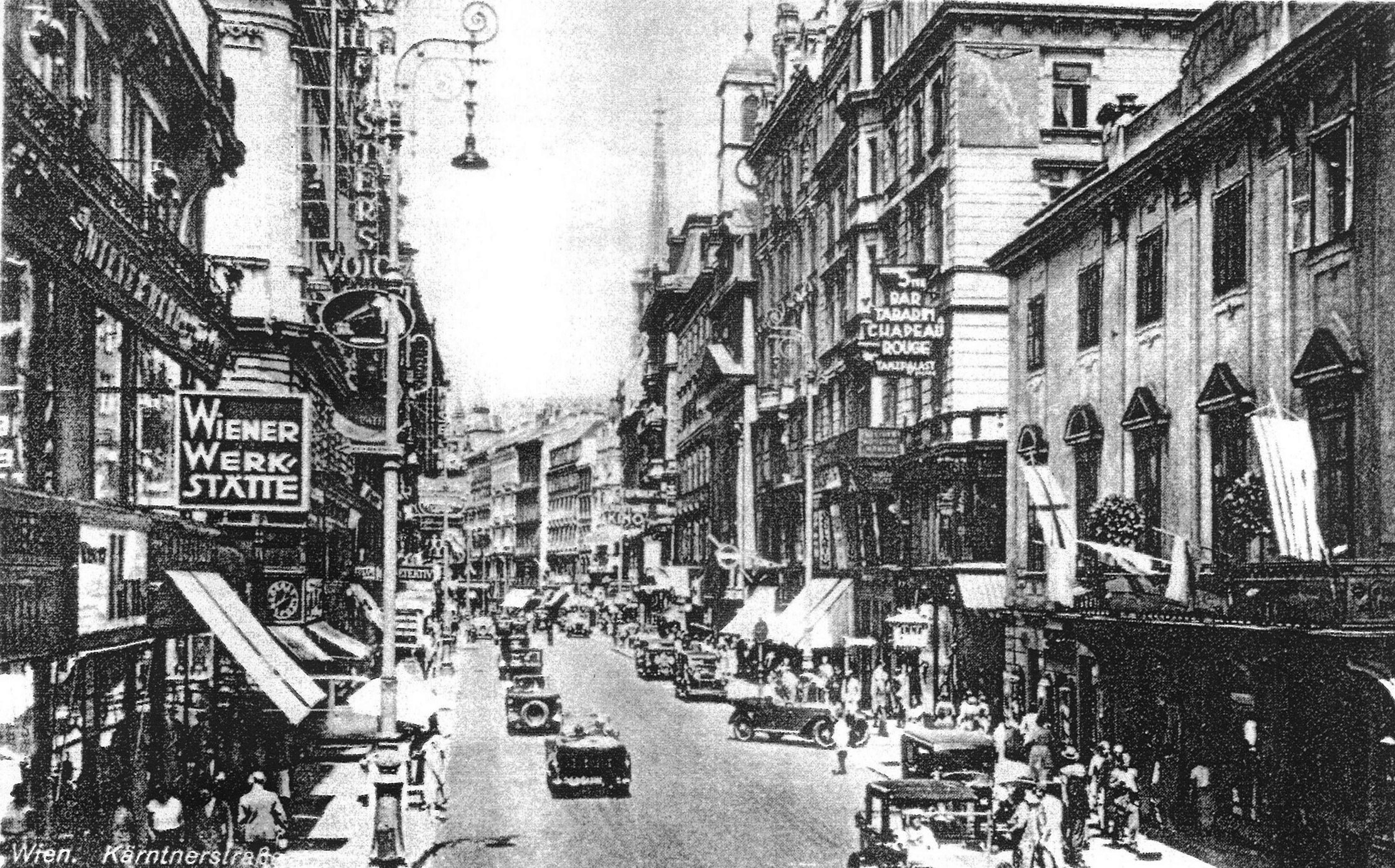
Linksverkehr in Wien, circa 1930

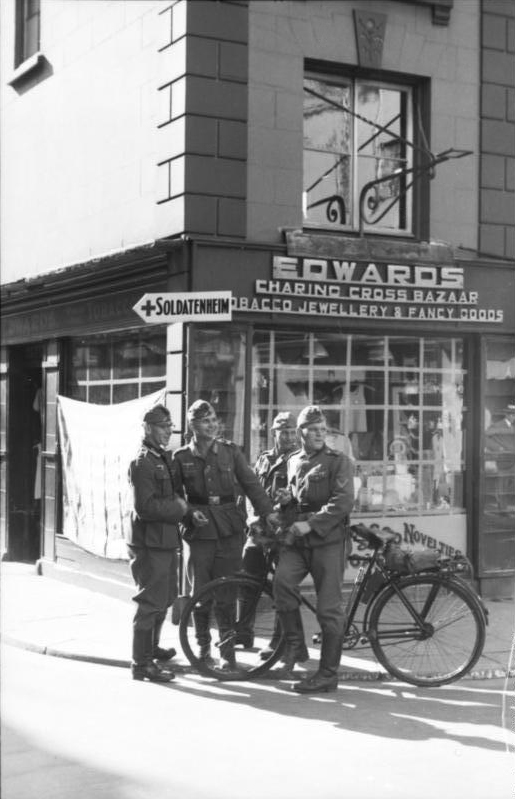
Deutsche Truppen besetzten die britischen Kanalinseln (hier Jersey) und führten 1941–1945 Rechtsverkehr ein

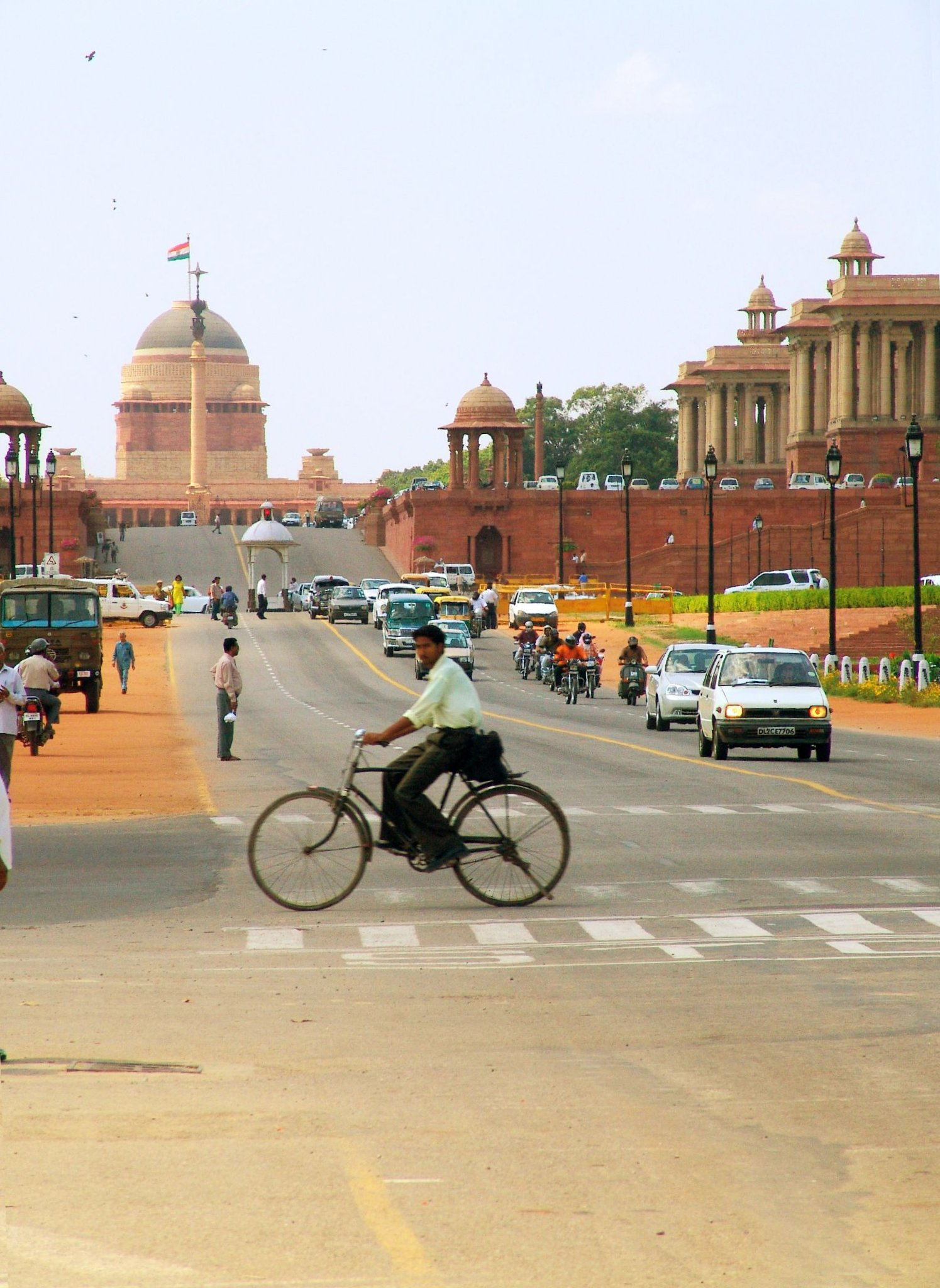
Beim Straßenverkehr in Indien herrscht Linksverkehr (Rajpath, Neu-Delhi)

Links- und Rechtsverkehr klassifiziert den Straßenverkehr nach der Fahrspur, auf der Verkehrsteilnehmer (aus eigener Sicht) üblicherweise fahren, oder der Straßenseite, auf der sie einander ausweichen. Das Gegenstück im Schienenverkehr ist die sogenannte Fahrordnung, sie entspricht in vielen Ländern nicht der Ordnung des Straßenverkehrs.
Weltweit überwiegt heute der Rechtsverkehr. Von den 221 Staaten und Gebieten der Erde gilt derzeit in 59 Ländern Linksverkehr, hauptsächlich in früheren britischen Kolonien und Dominions mit ungefähr 2,34 Milliarden Einwohnern (s. a. Liste der Länder mit Linksverkehr).
Im Zuge der Französischen Revolution und der Napoleonischen Kriege wurden Frankreich, besiegte Länder Europas und die französischen Kolonien und Amerika auf Rechtsverkehr umgestellt. In Österreich kam es nach der Niederlage Napoleons zu wechselnden Regelungen.
Weitere Umstellungen fanden nach dem Ende des Ersten Weltkriegs statt. Mit verschiedenen vertraglichen Übereinkommen wurde im Kontinentaleuropa der Rechtsverkehr bis 1927 vereinheitlicht. Ausnahmen bildeten einige Nachfolgestaaten Österreich-Ungarns, die bis 1941 auf Rechtsverkehr umstellten, und Schweden (1967).

## Geschichte
Im Jahr 1998 fanden Archäologen eine gut erhaltene doppelte Fahrbahn, die zu einem römischen Steinbruch bei Blunsdon Ridge nahe Swindon führte. Die ausgewetzten Wagenspuren im römischen Straßenpflaster waren auf der linken Seite (wenn der Betrachter den Steinbruch im Rücken hat) deutlich tiefer als auf der rechten Seite. Das weist zumindest hier auf Linksverkehr hin, denn die Wagen sollten den Steinbruch schwer beladen verlassen haben.
In Frankreich hielten sich Fußgänger traditionell rechts und Wagen links. Infolge der Französischen Revolution wurde der gesamte Verkehr in Frankreich auf rechts umgestellt. Auch in den von französischen Truppen im Unabhängigkeitskrieg unterstützten Vereinigten Staaten wurde Rechtsverkehr gesetzlich festgelegt, angefangen in Philadelphia 1792. Nach den Napoleonischen Kriegen verordneten die Franzosen Rechtsverkehr in Deutschland, Österreich und anderen eroberten Ländern Europas, wobei die Donaumonarchie nach dem Sieg über Napoleon zum Linksverkehr zurückkehrte. Während der Kolonialzeit wurde Rechtsverkehr von den Franzosen in deren Kolonien in Westafrika, im Maghreb, in Indochina, in Westindien, in Französisch-Guayana und anderswo eingeführt. Vor und während des Zweiten Weltkriegs wurden annektierte und eroberte Teile Europas von den Deutschen auf Rechtsverkehr umgestellt, auch auf den besetzten britischen Kanalinseln.
So kam es, dass 1919 von den 208 Territorien der Welt bereits die Hälfte (104) Rechtsverkehr hatte. Von 1919 bis 1986 wechselten 34 weitere Territorien von links auf rechts.

### Theorien
Alle Erklärungsansätze für den Linksverkehr gehen letztlich darauf zurück, dass die mehrheitlichen Rechtshänder die jeweilige Norm bestimmten. Allerdings erklären sie nur bedingt, warum nach den napoleonischen Eroberungen relativ schnell auf den rechtsseitigen Verkehr in vielen Ländern umgeschwenkt wurde.
- Eine einfache Theorie für den Linksverkehr besteht darin, dass viele Menschen beim Aufsitzen auf ein Pferd zuerst mit dem linken Bein in den Steigbügel steigen und dann das rechte Bein über den Rücken des Tieres schwingen. Dies gilt insbesondere für Ritter, die aufgrund der mehrheitlichen Rechtshändigkeit ihre Schwerter links trugen. Die Ausrichtung des Tieres befindet sich also in solchen Fällen notwendigerweise nach links blickend vom Reiter aus gesehen. Damit das Pferd nicht auch noch gewendet werden musste, blieb man auf der linken Seite bzw. führte das Tier direkt mit dieser Ausrichtung an den Weg heran.[7]
- Eine andere Theorie besagt, dass sich der Linksverkehr auf das rechtshändige Führen von Zugtieren (durch den nebenher laufenden Gespannführer) zurückführen lässt. Mit dem Passieren im Linksverkehr vermeidet der Zugführer, zwischen die beiden Gespanne zu geraten bzw. in der Mitte der Straße zu gehen. Gegner dieser Erklärung argumentieren, dass sich für diese Art der Führung der Rechtsverkehr besser eigne, da so der Führer bequemer in der Mitte der Straße gehen, das Zugtier bei Gegenverkehr effektiver an den Straßenrand abdrängen kann und dabei die kritische, kollisionsgefährdete Wagenseite zum Gegenverkehr hin besser im Auge behält.
- Bei vom Bock aus gefahrenen Fuhrwerken saß der Fahrer auf der rechten Seite, weil er die Bremse mit der rechten Hand bedienen muss. Er fuhr deshalb möglichst weit links, von wo aus er entgegenkommenden Verkehr besser sehen konnte.
- Anders bei vom Sattel gefahrenen Fuhrwerken: In diesem Fall musste der Reiter auf dem hintersten linken Tier reiten, um die anderen Pferde mit seiner Peitsche lenken zu können; die bevorzugte Straßenseite für diese Fuhrwerke war deshalb rechts. Das gilt jedoch nur für Rechtshänder.
- Eine weitere plausible Theorie basiert auf dem Führen von Waffen. Man führte sein Pferd links, um dem Gegner mit der rechten Waffenhand begegnen zu können.
- In der Kanalschifffahrt entstand Linksverkehr dadurch, dass der Steuermann das Steuerruder in der rechten Hand hält (Steuerbord). Um das Ruder beim Anlegen freizuhalten, legte er mit der linken Schiffsseite (Backbord) an. Also fuhr jeder links, um ein unnötiges Kreuzen der Fahrrinne zu vermeiden.

### Römisches Reich
Grundsätzlich stellt sich die Frage nach dem Verkehr nur an den Orten, an denen zweispurige Straßen und großes Fahrzeugaufkommen zusammentreffen. In seiner Untersuchung des Verkehrssystems von Pompeji konnte Poehler 2017 zeigen, dass die Fahrer von Wagen wann immer möglich in der Mitte der Straße fuhren. Selbst bei Straßen, die breit genug für zwei Fahrspuren waren, war dies der Fall (S. 136). Die Abnutzungsspuren an den Randsteinen allerdings beweisen, dass bei zweispurigem Verkehr immer auf der rechten Seite gefahren wurde (S. 150–155). Diese Überlegungen können auch an den archäologischen Befunden weiterer Städte der römischen Welt nachgewiesen werden (S. 218–219). Darüber hinaus gibt es höchstens anekdotische Hinweise, so etwa auf die Wagenspuren von einem römischen Steinbruch bei Blunsdon Ridge, nahe Swindon, deren vom Steinbruch wegführende, linke Spur von den beladenen Wagen tiefer ausgeprägt ist als die rechte. Streng genommen weist das aber nur auf Linksverkehr an diesem Ort hin.

### Mittelalter und frühe Neuzeit
In Mittel- und Osteuropa herrschte für Kutschen der Linksverkehr vor.

### Napoleon
Die Wahl von Rechts- oder Linksverkehr ist wahrscheinlich auf die jeweils verbreitete Form der Fuhrwerke zurückzuführen. Im Frankreich der Revolutionszeit dominierten berittene Gespanne, und die Regierung Robespierres erließ ein Gesetz, das in Paris Rechtsverkehr vorschrieb. Napoleon Bonaparte erweiterte dieses Gesetz auf Militärfahrzeuge, der übrige Verkehr hatte sich dem anzupassen. Das napoleonische Frankreich hat dann im Gefolge seiner Eroberungen in weiten Teilen Europas den Rechtsverkehr eingeführt.
Nach Napoleons Niederlage blieben die meisten Länder beim Rechtsverkehr.

### Moderne
Die Frage von Rechts- oder Linksverkehr erhielt erst beim Aufkommen verstärkten Autoverkehrs eine größere praktische Bedeutung. Heute herrscht in den einzelnen Staaten jeweils eine einheitliche Regelung, ob links oder rechts gefahren wird. Jedoch gibt es in vielen Ländern auf kurzen Strecken Ausnahmen, die meist durch den Straßenverlauf bedingt sind. So ist zum Beispiel in London auf der kurzen Privatstraße Savoy Court vor dem Savoy Theatre Rechtsverkehr vorgeschrieben, damit durch den Rückstau vor der Vorstellung nicht der Eingang zum Savoy Hotel blockiert wird, und das, obwohl diese Straße von der großen Hauptstraße Strand abzweigt. Ein anderes Beispiel ist die bolivianische Yungas-Straße, bis 2006 Teil der Ruta 3 , auf der ein Absturzrisiko für Fahrzeuge bestand, wobei der links sitzende Fahrer (in ganz Bolivien herrscht sonst Rechtsverkehr) den Abstand seiner linken Räder zum Fahrbahnrand besser kontrollieren konnte. Nachdem eine weniger gefährliche Umgehung gebaut worden war, verlagerte sich der Verkehr großteils dorthin.

## Gefahren bei der Umstellung im Verkehr

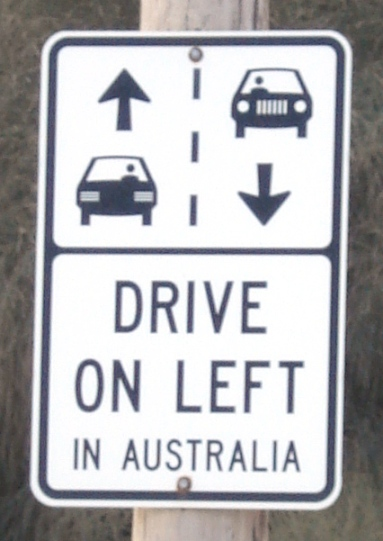
Hinweisschild auf Linksverkehr an den Parkplatzausfahrten an der Great Ocean Road in Australien – gerichtet an Autofahrer aus Ländern mit Rechtsverkehr

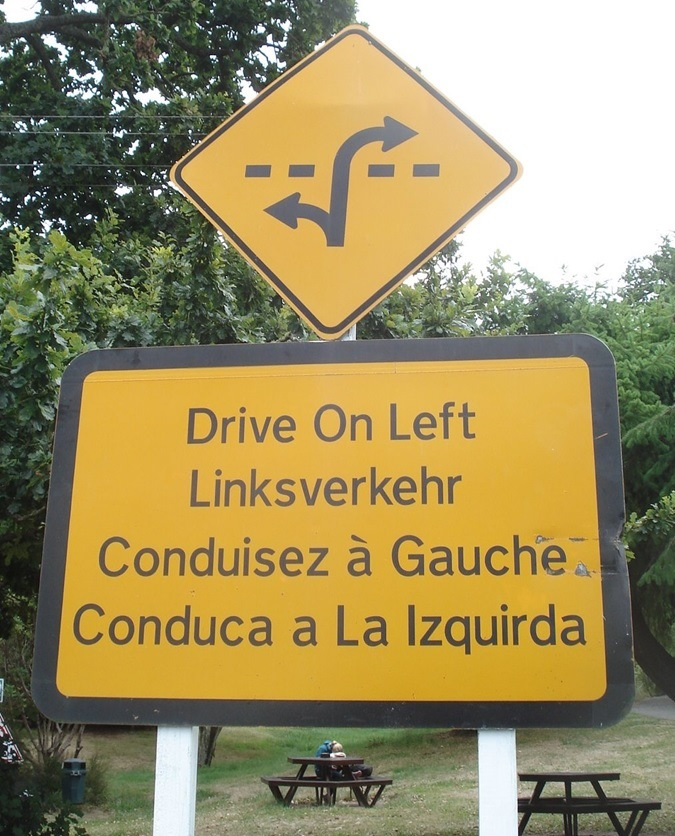
Viersprachiges Hinweisschild auf Linksverkehr in Wai-O-Tapu / Neuseeland

Die erstmalige Umstellung von Rechts- auf Linksverkehr oder umgekehrt ist für Verkehrsteilnehmer gefährlich, da die konditionierten Reflexe aus der Verkehrserziehung ins Leere gehen: So sind Fußgänger beim ampellosen Überqueren der Straße gefährdet, da der angelernte Sicherungsblick vor dem Betreten der Fahrbahn in die falsche Richtung geht.
Aus demselben Grund sind auch Kfz-Fahrer gefährdet. Das Abbiegen muss neu gelernt werden, um zu vermeiden, dass man reflexartig auf die Gegenspur gerät.
Beim Fahrzeugwechsel gibt es zwar keine Pedalverwechslung, aber der erste Griff zum Schaltknüppel geht oft reflexartig zur Fahrertür. Das Sitzen auf der vermeintlich „falschen“ Seite verzerrt zusätzlich die Wahrnehmung und führt zum Abdriften von der Fahrbahn. Umstellungsschwierigkeiten können sich auch erneut nach der Rückkehr ergeben.
Die Vorfahrtsregel (Österreich: „Vorrang“, Schweiz: „Vortritt“) „Rechts vor links“ gilt in den meisten Ländern, in denen rechts gefahren wird. In Australien und Neuseeland, wo Linksverkehr gilt, gilt ebenfalls „Rechts vor Links“, während andere Länder „Links vor Rechts“ kennen. Andere Länder wie Großbritannien kennen keine allgemeinen Vorfahrtsregeln. Dort wird jede Kreuzung ausgeschildert (Fahrbahnmarkierungen, Verkehrssignalisation usw.).

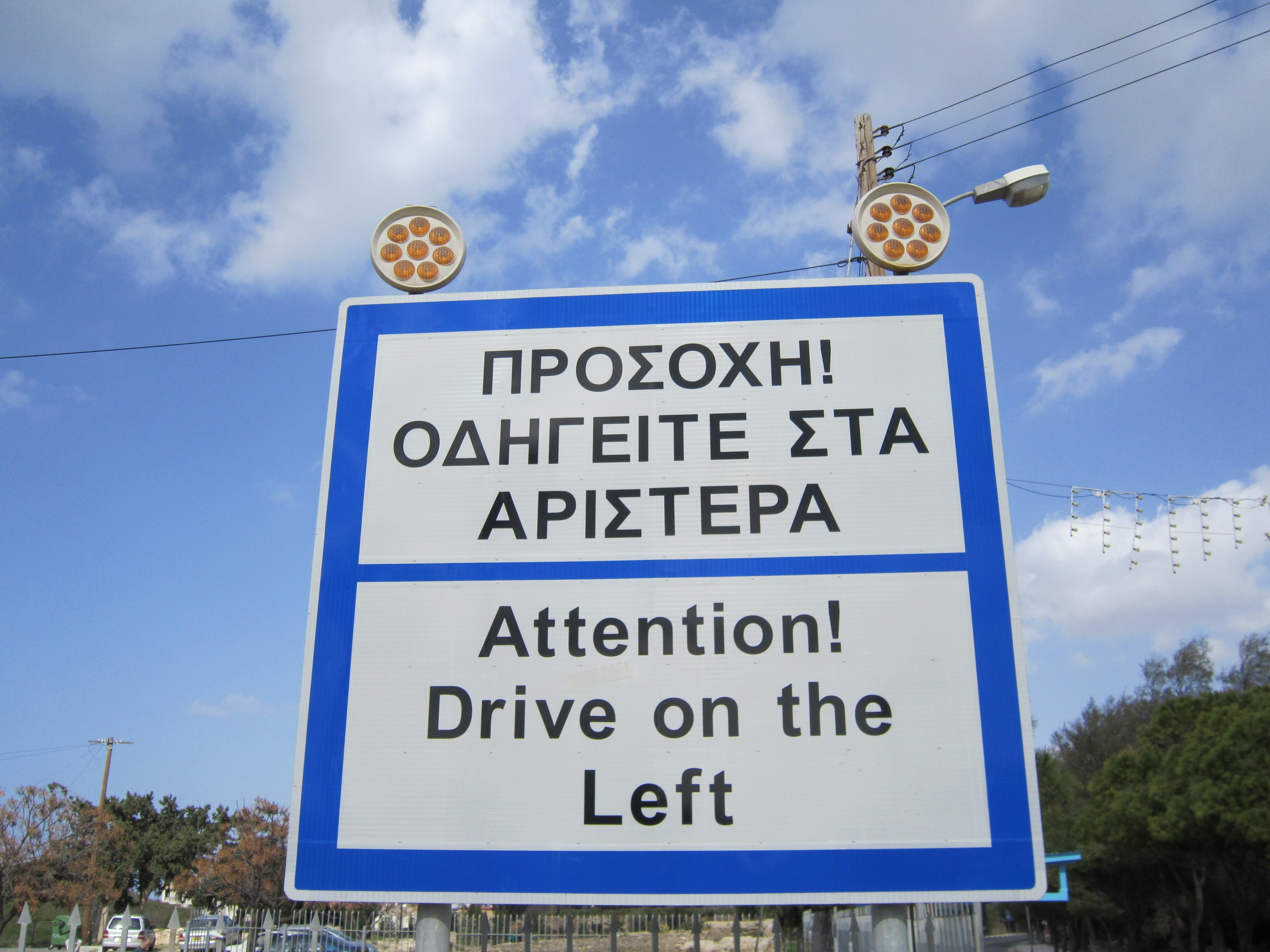
Zweisprachiges Hinweisschild auf Linksverkehr in Zypern

## Sicherheit
Im Rechtsverkehr befindet sich die rechte (meist dominante) Hand des Autofahrers an der Gangschaltung anstatt am Lenkrad. Umgekehrt ist im Linksverkehr die rechte Hand am Lenkrad. Auch was das Auge betrifft, könnte sich ein entsprechender Unterschied ergeben: Manche Forscher sind der Meinung, dass Linksverkehr möglicherweise für ältere Verkehrsteilnehmer sicherer ist, da bei den meisten Menschen das rechte Auge dominant ist.

## Fahrzeugbau

### Position des Fahrersitzes beim Linksverkehr
Beim Kraftfahrzeug sitzt der Fahrer in der Regel zur Straßenmitte hin, um besser die Übersicht über den entgegenkommenden Straßenverkehr zu behalten, bei Linksverkehr also rechts. Die ältesten motorgetriebenen Fahrzeuge hatten den Fahrersitz noch in der Mitte. Für den Import von Linkslenkern in Länder mit Linksverkehr oder umgekehrt wurden je nach Land unterschiedliche Regelungen getroffen.
Es gab oder gibt aber auch Fahrzeuge, deren Fahrersitz auf der gegenüberliegenden Seite – von der Straßenmitte weg – platziert ist, um die Übersicht auf engen Straßen, den Straßengraben, Mauern oder Hecken zu verbessern. Verbreitet ist das heute zum Beispiel bei Lkw, die vorwiegend auf Gebirgsstrecken eingesetzt werden. Auch Straßenreinigungsfahrzeuge haben oft den Fahrersitz auf der der Straßenmitte abgewandten Seite, um es dem Fahrer zu erleichtern, den Bordstein im Auge zu behalten. Auch Lkw, die für die Müllabfuhr benutzt werden, sind in Deutschland manchmal Rechtslenker. Fahrzeuge im gehobenen Chauffeurdienst werden manchmal auch als Rechtslenker bestellt, vor allem bei hauptsächlicher Nutzung im Stadtverkehr. Üblicherweise sitzt der Fahrgast hinten rechts, sodass der Chauffeur dem Passagier zügiger die Fahrzeugtür öffnen kann. Fahrzeuge (LKW) von Molkereien, mit denen die Milch aus den Milchkannen, die von den Bauern zum Straßenrand gestellt werden, eingesammelt wird, werden aus arbeitstechnischen Gründen Straßenrand-seitig gesteuert. In Schweden setzt die Post rechtsgelenkte Fahrzeuge für die Zustellung im ländlichen Raum ein. Die Briefträger können so die am Straßenrand stehenden Briefkästen füllen, ohne jedes Mal auszusteigen.
Ebenfalls existieren Fahrzeuge, bei denen die Fahrerposition gewechselt werden kann, zum Beispiel der Unimog. Dies dient meist jedoch der Übersicht bei verschiedenen Arbeiten, selten dem Einsatz im Links- und Rechtsverkehr.

### Bauliche Anpassung von Kraftfahrzeugen

Lage des Steuers und der Wischer bei einem Fahrzeug für Rechtsverkehr (Sicht von außen)

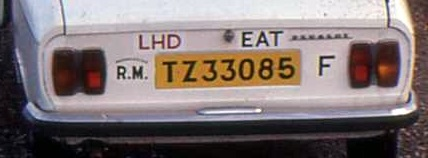
Frühere Kennzeichnung von linksgesteuerten Fahrzeugen in Ostafrika mit einem „LHD“-Aufkleber (Left Hand Drive)

Die Konstruktion von Autos der gleichen Marke für den Links- und Rechtsverkehr erfordert jeweils Anpassungen an die anderen Gegebenheiten, die in unterschiedlich hohem Ausmaß ausgeführt sein können.
Entsprechend der Sitzposition des Fahrers müssen die Scheibenwischer gelagert werden. Um zum Beispiel für einen rechts sitzenden Fahrer ein optimales Sichtfeld auf der rechten Seite zu schaffen, sind die Scheibenwischer in Fahrtrichtung rechts angeschlagen.
Auch die Ausleuchtungsgeometrie der Scheinwerfer muss an Links- oder Rechtsverkehr angepasst werden, um eine Blendung des Gegenverkehrs so gering wie möglich zu halten. Bei Urlaubsfahrten vom europäischen Festland in ein Land mit Linksverkehr und umgekehrt müssen deshalb die Scheinwerfer entsprechend abgeklebt werden.
Ähnlich ist die Situation bei den hinteren Beleuchtungseinrichtungen: ist nur eine Nebelschlussleuchte vorhanden, sitzt diese entweder in der Mitte oder auf der der Straßenmitte zugewandten Seite. Oftmals ist – bei asymmetrischer Ausformung der Beleuchtungseinrichtungen – auf der anderen Seite der Rückfahrscheinwerfer angeordnet.
Der Einfüllstutzen für den Kraftstoff wird bei der Entwicklung eines Fahrzeugs meist in Abhängigkeit vom Heimatmarkt oder dem Hauptabsatzmarkt links oder rechts platziert. Hauptgrund dafür ist, dass eine Befüllung des in der Regel mittig am Fahrzeugboden befestigten Kraftstofftanks mit einem Reservekanister auf der dem Verkehr abgewandten Seite (Seitenstreifen/Straßengraben) erfolgen kann. Bei ausschließlich für den Linksverkehr entwickelten Fahrzeugen hingegen liegt er aus demselben Grund meistens links. Diese Konstruktion wird in der Regel für andere Absatzmärkte nicht geändert, da dies die Entwicklungs- und Produktionskosten der Fahrzeuge unnötig erhöhen würde.
Ähnliches gilt für Auspuffendrohre, die oft asymmetrisch ausgeführt werden. Mit Rücksicht auf die Fußgänger befinden sie sich bei vorrangig für den Rechtsverkehr entwickelten Kraftfahrzeugen meist links, für den Linksverkehr hingegen rechts. Auch wird bei der Positionierung der gesamten Auspuffanlage auf Kraftstofftank, Einfüllstutzen und Kraftstoffleitungen Rücksicht genommen, um eine unnötige Erhitzung des Kraftstoffes zu vermeiden und damit die Sicherheit zu erhöhen. Auch hier werden diese Konstruktionen aus Kostengründen normalerweise nicht auf andere Märkte angepasst. Zudem gibt es Auspuffanlagen, deren Endrohre sich links und rechts oder auch in der Mitte des Fahrzeughecks befinden, wobei sich eine seitenverkehrte Positionierung erübrigt.
Bei der Konstruktion von Fahrzeugen wird der Bremskraftverstärker mit Hauptbremszylinder üblicherweise direkt vor dem Bremspedal angebracht, um die maximale Kraft vom Pedal in das System übertragen zu können. Bei der Verwendung in anderen Märkten kann die Position des Bremskraftverstärkers beibehalten werden, in diesem Fall werden die Kräfte über ein zusätzliches Gestänge vom Pedal auf die andere Fahrzeugseite in den Hauptbremszylinder übertragen.

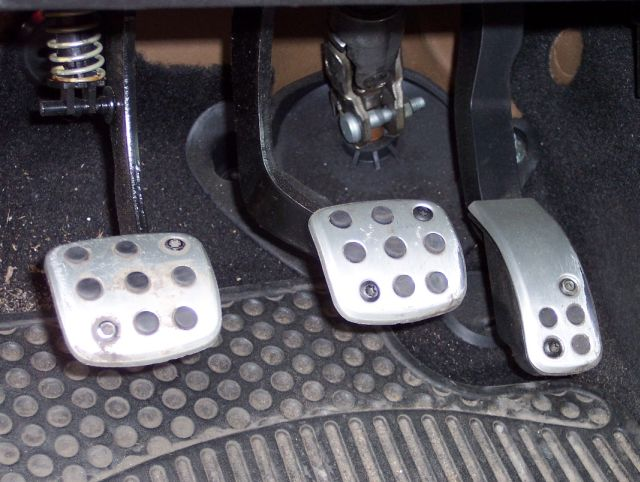
Pedalerie: Kupplung, Bremse, Gas

Gas- und Kupplungspedal sind bei Rechts- und Linkslenkern identisch angeordnet. Auch die Gangschaltung ist identisch. Unterschiede gibt es hingegen bei den Bedienhebeln für Blinker und Scheibenwischer. Manche Hersteller spiegeln die Anordnung, andere wiederum nicht.
Bei japanischen Fahrzeugen, die nach Europa exportiert werden, werden diese Änderungen nicht immer eingeplant. So ist bei fast allen japanischen Modellen die Tankklappe links und oft auch der Auspuff rechts. Umgekehrt nehmen auch deutsche Hersteller nicht immer alle Änderungen vor: Beim VW Passat wurden in der ersten Baureihe für den Rechtslenker die Scheibenwischer und die Technik noch weitgehend gespiegelt: Der Hauptbremszylinder sitzt rechts, hinter dem Bremspedal. In der zweiten Baureihe (Typ 32B) wurden die Scheibenwischer nicht gespiegelt, und die Bremskraft vom Pedal auf der rechten Seite wurde über einen Hebel auf den links sitzenden Hauptbremszylinder umgeleitet.
Die Anordnung der Hebel zur Bedienung von Blinker und Scheibenwischer wird unterschiedlich umgesetzt. In Fahrzeugen europäischer Hersteller ist der Hebel für Blinker und Fernlicht immer auf der linken Seite des Lenkrades angebracht, in japanischen Modellen hingegen stets auf der fahrzeugäußeren Seite.
Bei kleineren Märkten wird auf „Feinheiten“ auch verzichtet:
- Wegen der relativen Nähe zu Japan werden etwa in Myanmar (Burma), Palau und im fernen Osten Russlands hauptsächlich gebrauchte japanische Fahrzeuge (mit Rechtslenkung) gefahren, obwohl in den jeweiligen Ländern Rechtsverkehr herrscht.
- Auf den Amerikanischen Jungferninseln sind fast ausschließlich linksgelenkte Fahrzeuge unterwegs, die überwiegend aus den USA importiert werden, obwohl diese Inseln das einzige US-Gebiet mit Linksverkehr sind.

## Einzelne Länder und Territorien
Die United Nations Convention on Road Traffic (1949) legt nur fest: „Jeglicher Fahrzeugverkehr, der in dieselbe Richtung fährt, soll auf der gleichen Seite der Straße fahren. Diese Seite sollte im ganzen Land einheitlich sein.“ Nach dem Ersten Weltkrieg kam es in Kontinentaleuropa in vielen Ländern zur Umstellung auf den Rechtsverkehr. Zuvor war Linksverkehr in Osteuropa vorherrschend. Im Jahr 1967 wechselte mit Schweden (Abschnitt unten) das letzte kontinentaleuropäische Land auf Rechtsverkehr.
Im Eisenbahnverkehr wird noch in weiten Teilen Kontinentaleuropas links gefahren. Siehe die weltweite Auflistung in Mehrgleisigkeit#Fahrordnung in den einzelnen Ländern.

### Bolivien
In Bolivien gilt Rechtsverkehr. Nur auf der gefährlichen Yungas-Straße ist aus Sicherheitsgründen Linksverkehr vorgeschrieben.

### China

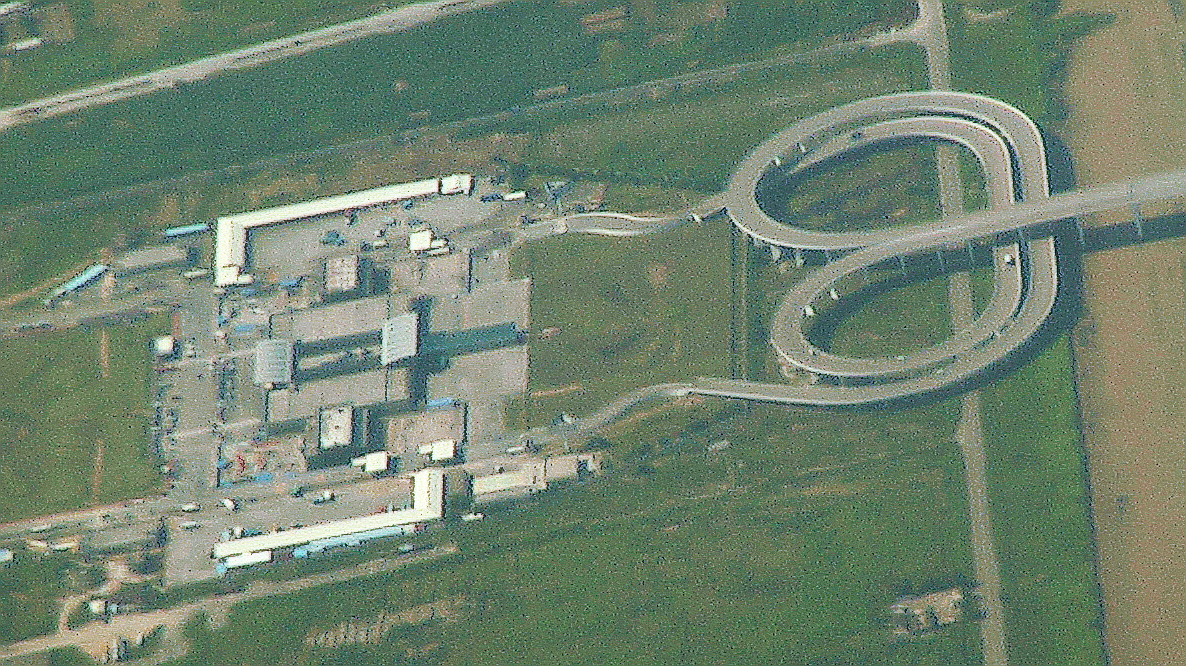
Verkehrsführung zwischen China und Macau an der Lotusbrücke

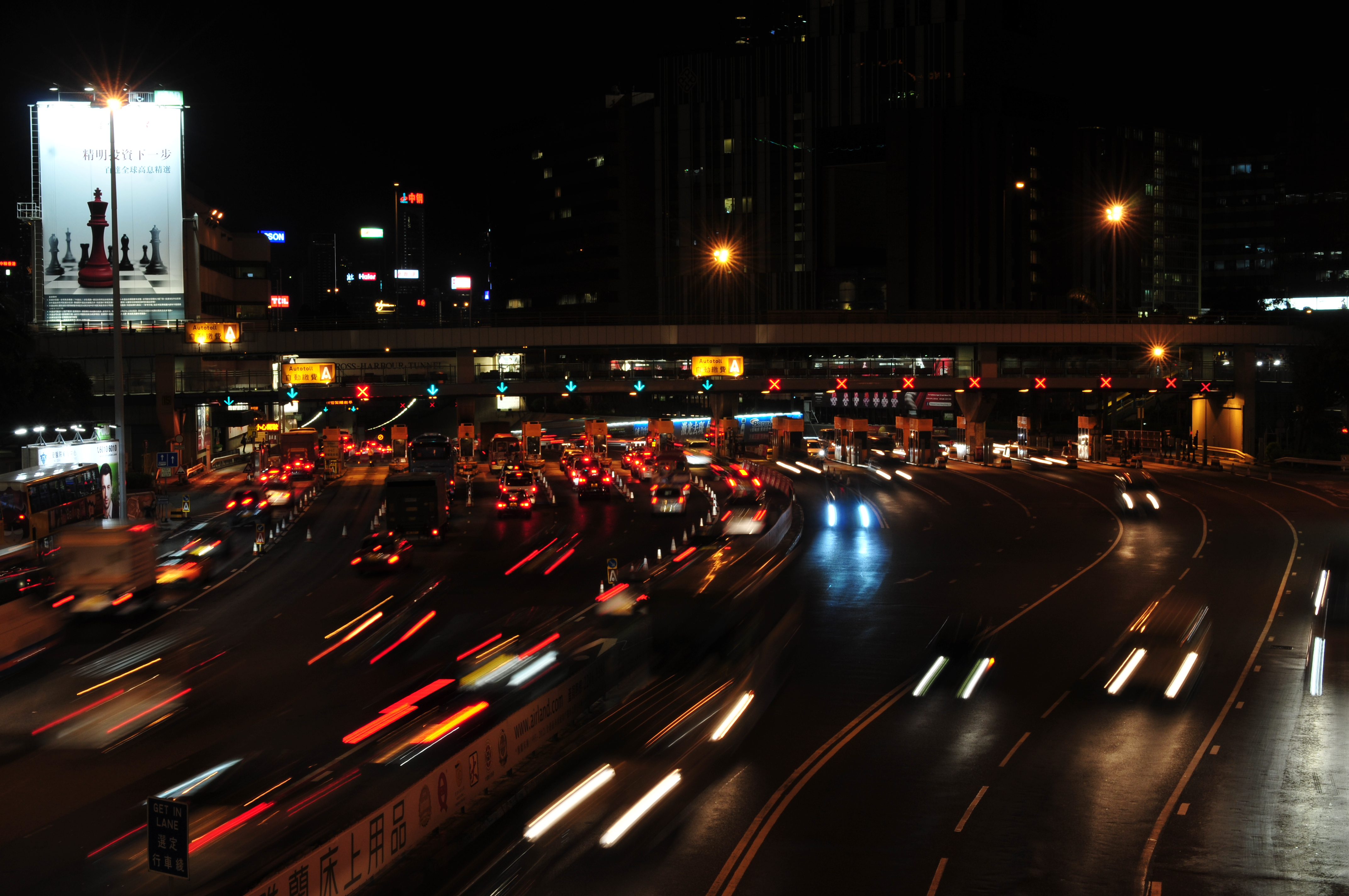
Mautstelle am Hafentunnel in Hongkong

Die Sonderverwaltungszonen Hongkong und Macau haben – anders als Festlandchina – Linksverkehr. Am Grenzübergang Lok Ma Chau zwischen Hongkong und Shenzhen überkreuzen sich die beiden Fahrbahnen mit einem Überwerfungsbauwerk. An der Lotusbrücke nach Macau wird der Straßenverkehr über eine 360°-Schleife in den Rechtsverkehr übergeführt (full changeover system) (22° 8′ 24,5″ N, 113° 32′ 47,6″ O).

### Irland

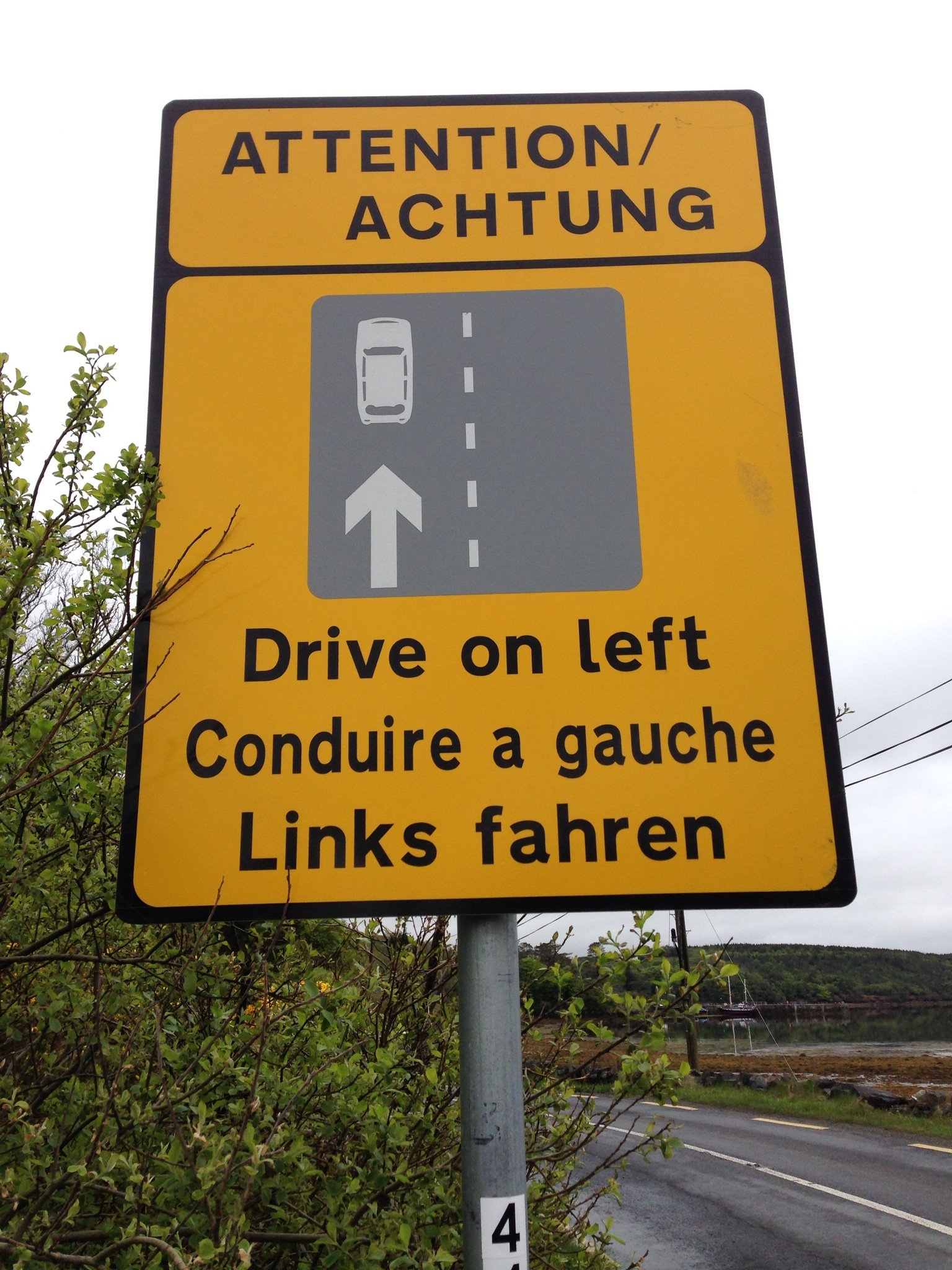
Mehrsprachiges Hinweisschild, Irland

In Irland herrschten Wagengespanne vor. Im Jahr 1835 wurde mit dem Highway Act der Linksverkehr im Vereinigten Königreich von Großbritannien und Irland gesetzlich verankert.

### Island
1968 wurde in Island der Rechtsverkehr eingeführt, ein Jahr nach Schweden.

### Italien
In Italien wurde ab 1924 auf Rechtsverkehr umgestellt. In der Stadt Mailand waren umfangreiche Arbeiten am Straßenbahnnetz notwendig und die Umstellung erfolgte erst im August 1926. Vorher wurde eine Zeitlang in der Provinz Mailand – außerhalb der Stadt – rechts und in der Stadt links gefahren. Im Bahnverkehr wird in Italien links gefahren.

### Japan
In Japan gilt seit jeher Linksverkehr, obwohl es zu keinem Zeitpunkt zum britischen Commonwealth gehörte. Der Grund hierfür wird überwiegend in dem Umstand gesehen, dass Japan bei der Einrichtung seines Schienennetzes im 19. Jahrhundert von britischen Ingenieuren unterstützt wurde.
Okinawa hatte als Teil Japans zunächst Linksverkehr. Die amerikanische Besetzung im Jahr 1945 führte dann zur Einführung des Rechtsverkehrs. Als 1972 die Inselgruppe an Japan zurückgegeben wurde, blieb zunächst der Rechtsverkehr. Am 30. Juli 1978 wurde Okinawa dann aber wieder auf Linksverkehr umgestellt.

### Kanada
In den Provinzen Ontario und Québec gab es nie Linksverkehr, weil es ursprünglich französische Kolonien waren. Als Großbritannien Québec von Frankreich übernahm, wurden der Bevölkerung Zugeständnisse hinsichtlich ihrer Sprache, ihrer althergebrachten Sitten, ihrer Religion, ihres Rechtssystems und auch des Rechtsverkehrs gemacht. Im übrigen Kanada, ehemals britische Kolonien, gab es zunächst Linksverkehr. Die Umstellung erfolgte, um den Verkehr innerhalb Kanadas – und mit dem der USA – zu vereinheitlichen.
- British Columbia, 1. Januar 1922,
- New Brunswick, 1. Dezember 1922,
- Nova Scotia, 15. April 1923
- Prince Edward Island, 1. Mai 1924
- Neufundland und Labrador waren bis 1949 britisch verwaltet und schlossen sich dann Kanada an. Der Rechtsverkehr wurde am 15. September 1947 eingeführt.

### Kanalinseln
Die von der deutschen Wehrmacht im Zweiten Weltkrieg besetzten Kanalinseln wechselten am 3. Juni 1941 zum Rechtsverkehr. Nach Ende der Besatzung wurde der Linksverkehr wieder eingeführt.

### Korea
Korea war seit 1910 eine Kolonie von Japan und praktizierte Linksverkehr.
Als nach der Kapitulation Japans 1945 die USA und UdSSR Korea besetzten, führten beide Mächte den in ihren Ländern geltenden Rechtsverkehr in ihrer jeweiligen Besatzungszone nördlich (heute DVRK – Demokratische Volksrepublik Korea oder umgangssprachlich Nordkorea) und südlich (heute ROK – Republic of Korea oder umgangssprachlich Südkorea) des 38. Breitengrades ein.

### Malta
In der ehemaligen britischen Kolonie Malta – Unabhängigkeit 1964 – gilt noch Linksverkehr.

### Myanmar
Myanmar (frühere Namen: Burma und Birma) war bis 1948 britische Kolonie und hatte bis 1970 Linksverkehr. Der Staatschef Ne Win hatte 1970 einen Traum, der ihn zur Umstellung auf den Rechtsverkehr bewog. Alle alten Fahrzeuge und auch die meisten modernen Autos (japanische Gebrauchtwagen) sind jedoch noch mit Rechtssteuerung versehen.

### Namibia
In der früheren Kolonie Deutsch-Südwestafrika galt bis 1915 Rechtsverkehr. Die nachfolgende südafrikanische Verwaltung führte Linksverkehr ein, der noch gilt.

### Österreich

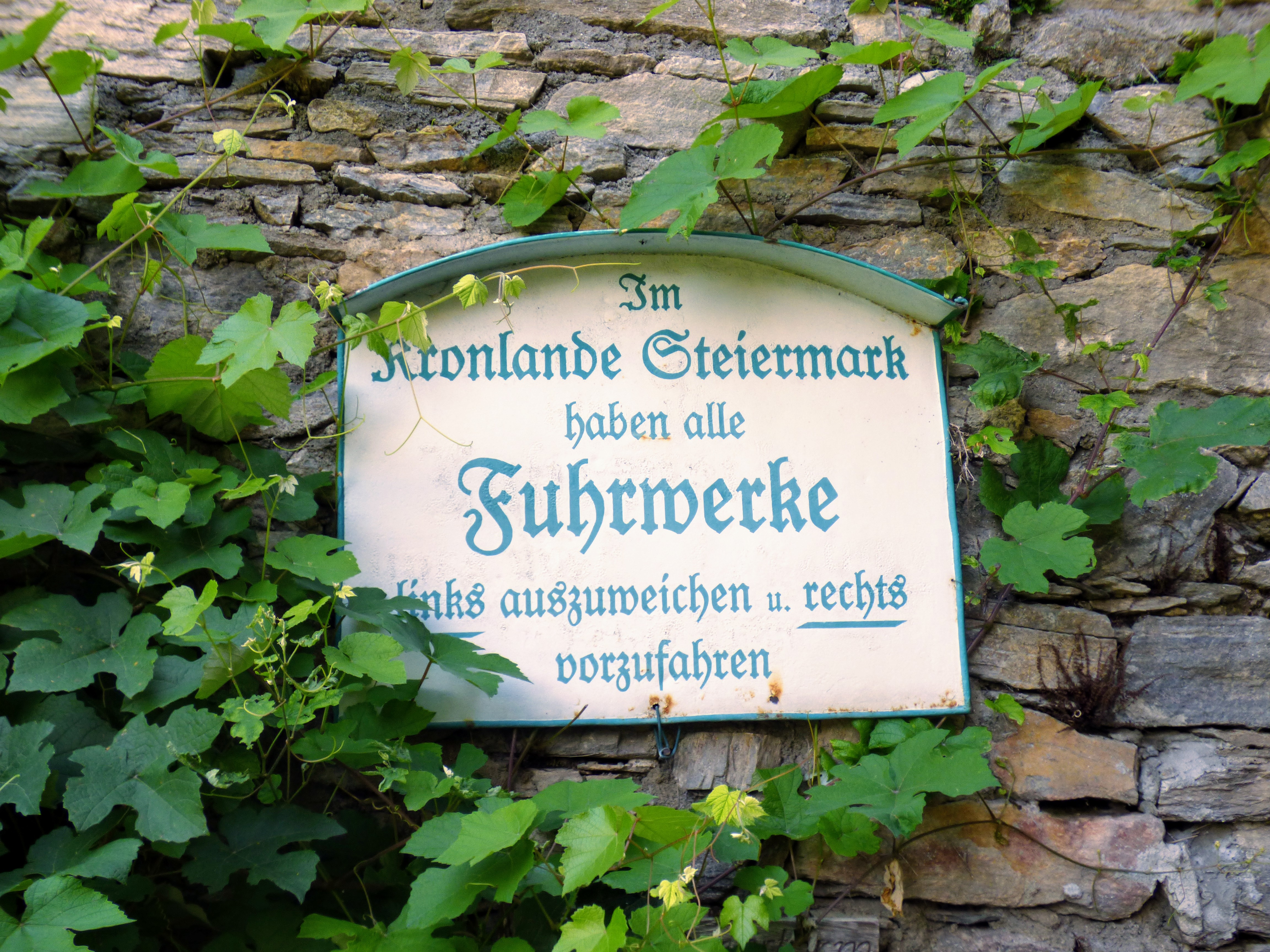
Linksverkehr in der Monarchie

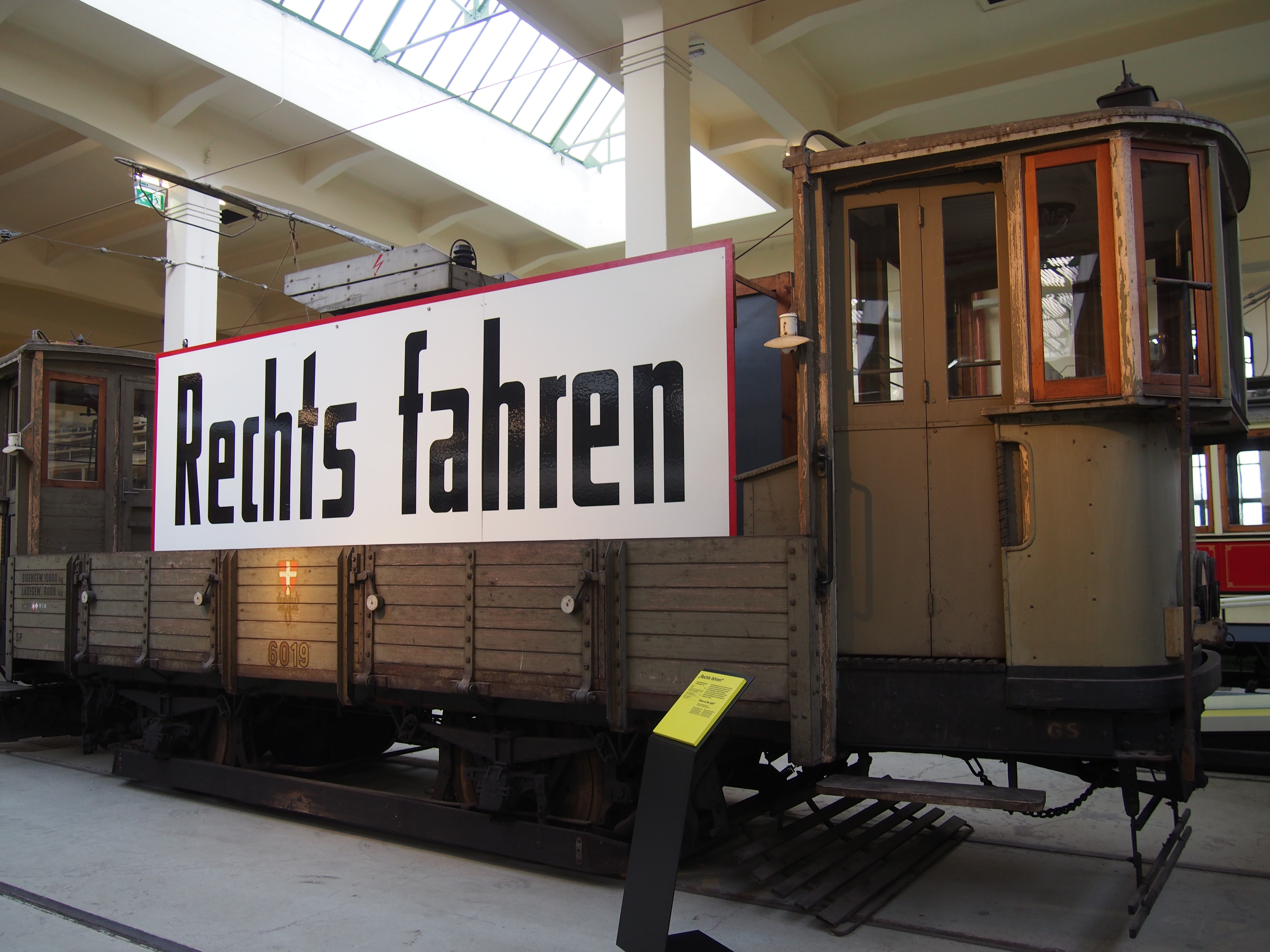
In Wien wiesen 1938 Arbeitswagen der Straßenbahn auf die Umstellung auf Rechtsverkehr hin

#### Straßen
Besonders kompliziert war die Umstellung von Links- auf Rechtsverkehr in Österreich. Jahrelang gab es keine einheitliche Regelung für das ganze Land, sondern eine Links- und eine Rechtsfahrzone. Österreich-Ungarn war nach Napoleons Niederlage zum Linksverkehr zurückgekehrt – allerdings mit Ausnahme der damaligen Kronländer Tirol (dazu zählte auch Vorarlberg), Dalmatien, Krain und Küstenland. 1915 wurde – auf den Straßen – generell der Linksverkehr eingeführt – also auch in Tirol und Vorarlberg. Das stieß dort auf Widerstand in der Bevölkerung. Deswegen durfte Vorarlberg schon am 21. August 1921 wieder zum Rechtsverkehr zurückkehren. Dieses Bundesland war damals nur durch zwei Passstraßen mit dem Rest des Landes verbunden.
In vier weiteren Etappen wurde bis 1938 in ganz Österreich auf Rechtsverkehr umgestellt. Im Mai 1927 hatte sich die Studienkommission für den Straßenverkehr der Verkehrskommission des Völkerbundes dafür ausgesprochen, den Verkehr in Kontinentaleuropa einheitlich rechts zu führen. Das österreichische Parlament fasste 1929 den Beschluss, ab 1932 in ganz Österreich rechts zu fahren. Tirol wollte den Beschluss sofort umsetzen, in Wien gab es erhebliche Bedenken, weil umfangreiche Arbeiten im Wiener Straßenbahnnetz nötig waren. Deshalb wurde der Rechtsverkehr am 2. April 1930 nur im Westen Österreichs eingeführt, nämlich in Tirol (ohne Osttirol) und im Westen des Bundeslands Salzburg. Die genaue Grenze verlief bei Lend, östlich der Einmündung des Gasteinertals in das Salzachtal. Durch diese „Demarkationslinie“ gab es im Inneren Österreichs nur eine einzige Straße, auf der die Fahrseite gewechselt werden musste.

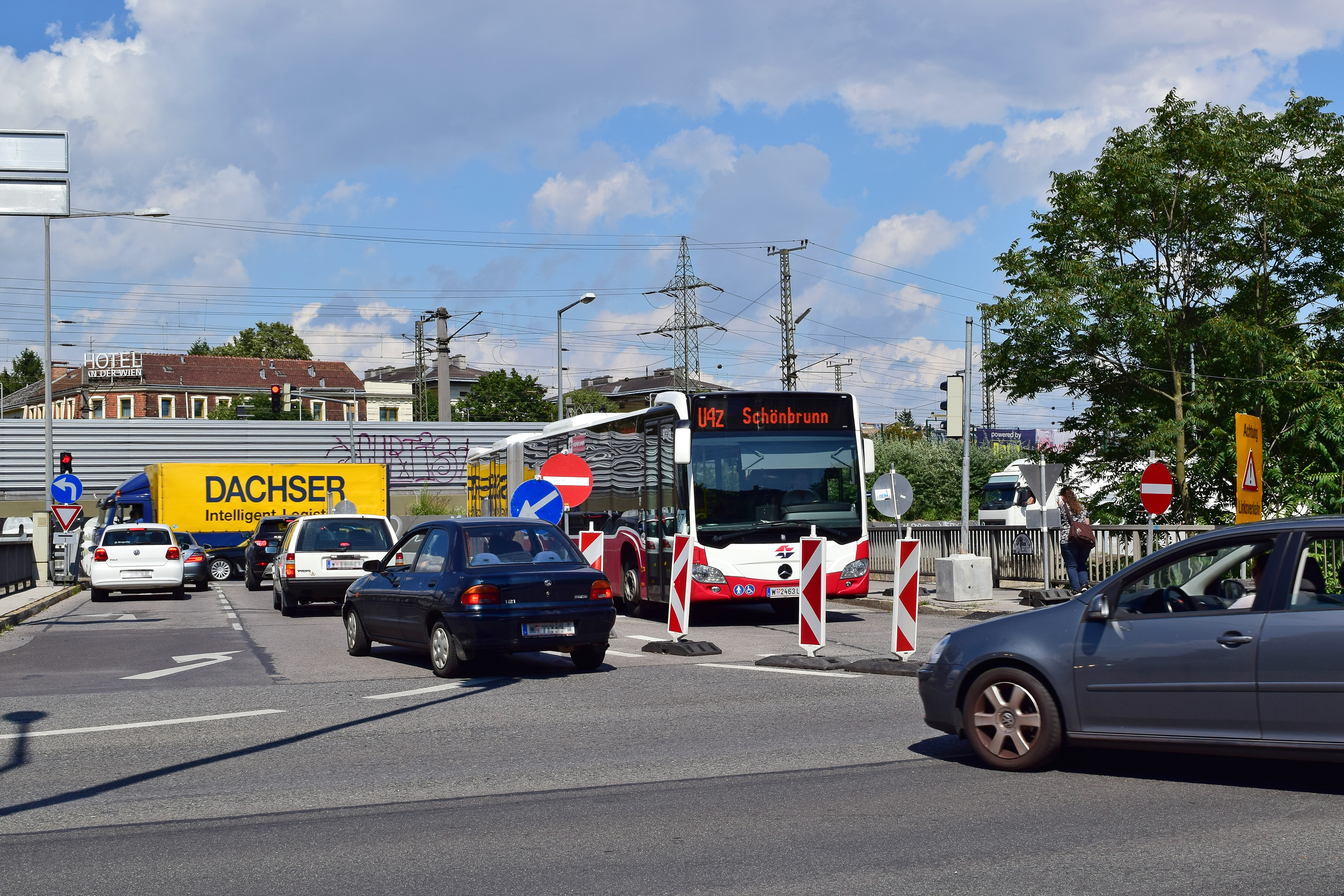
Vorübergehender Linksverkehr auf der Hütteldorfer Brücke im Jahr 2016

In Vorbereitung auf die Eröffnung der Großglockner-Hochalpenstraße am 3. August 1935 wurden am 15. Juli 1935 Kärnten und Osttirol auf Rechtsverkehr umgestellt. Am 1. Juli 1938, nach dem „Anschluss“ an das Deutsche Reich, trat die deutsche Straßenverkehrs-Ordnung in ganz Österreich in Kraft. Für Niederösterreich und Wien, das nördliche Burgenland und Teile der nördlichen Steiermark gab es aber wiederum eine Ausnahmeregelung. Wien und die umliegenden Gebiete wechselten erst am 19. September 1938 auf die rechte Straßenseite, zwei Wochen vor dem ursprünglich für den 3. Oktober geplanten Termin. Die Vorverlegung erfolgte, weil der Anstieg der Unfallzahlen im bereits umgestellten Teil des Landes geringer ausfiel als in dem Gebiet, in dem noch Linksverkehr galt.
2016 wurde die Hütteldorfer Brücke in Wien während der Modernisierung der U-Bahn-Linie U4 vorübergehend auf Linksverkehr umgestellt, um ein rasches Wenden der Ersatzbusse der Linie U4Z zu gewährleisten. Die Stadtbahnbogenunterführung Borschkegasse/Leo-Slezak-Gasse wird auf dem 40 Meter langen Teilstück zwischen den beiden Fahrbahnen des Währinger Gürtels im 9. und 18. Wiener Gemeindebezirk dauerhaft im Linksverkehr geführt. Eine Verkehrsbehinderung wird an beiden Enden durch Linksabbiegezwang verhindert.

#### Eisenbahn
Im österreichischen Bahnverkehr wird seit 1909 streckenweise von Links- auf Rechtsverkehr umgestellt. Schon seit vielen Jahren wird überwiegend rechts gefahren, doch gibt es noch restliche Strecken mit Linksverkehr. Die Westbahn als längste und am stärksten frequentierte Strecke wurde nach dem „Anschluss“ an das Deutsche Reich (1938) in der Zeit des Nationalsozialismus vom westlichen Ende her nur bis Amstetten auf Rechtsverkehr umgestellt, die restlichen 130 Kilometer bis Wien Westbahnhof hingegen erst 1991 im Zuge von Streckenerneuerungen. Seit 6. August 2012 fahren auch die Schnellbahnlinien im Großraum Wien rechts. Mit dem ÖBB-Fahrplanwechsel am 15. Dezember 2019 wurde zwischen Payerbach-Reichenau und Bruck an der Mur der geografisch nächste Abschnitt der Südbahn von Links- auf Rechtsverkehr umgestellt. Der Koralmtunnel wurde für Rechtsverkehr gebaut. Die Franz-Josefs-Bahn verkehrt als letzte Hauptbahn immer noch im Linksverkehr, da sie mit keiner anderen zweigleisigen Strecke direkt verbunden ist.

### Portugal
Portugal stellte 1928 von Links- auf Rechtsverkehr um und erleichterte damit den Straßenverkehr über die lange Landgrenze zu Spanien. Gleichzeitig wurde in den portugiesischen Kolonien ebenfalls Rechtsverkehr eingeführt, außer dort, wo die Kolonie eine lange Landgrenze mit Nachbarländern hatte, in denen links gefahren wurde. In Moçambique, Goa, Osttimor und Macao blieb der Linksverkehr bestehen (China stellte erst 1946 von Links- auf Rechtsverkehr um).

### Samoa
In Samoa wurde am 7. September 2009 um 6 Uhr gegen den Widerstand großer Teile der Bevölkerung der bestehende Rechts- auf Linksverkehr umgestellt. Die Regierung begründete die Maßnahme damit, dass man auf diese Weise keine teuren US-amerikanischen Fahrzeuge einführen müsse, sondern auf günstigere japanische, australische oder auch neuseeländische Importe und Gebrauchtwagen zurückgreifen könne, die das Steuer auf der rechten Seite haben. Damit sich die Fahrer an den Linksverkehr gewöhnen konnten, gab es zwei Feiertage und es wurde ein Alkoholverbot verhängt.

### Schweden

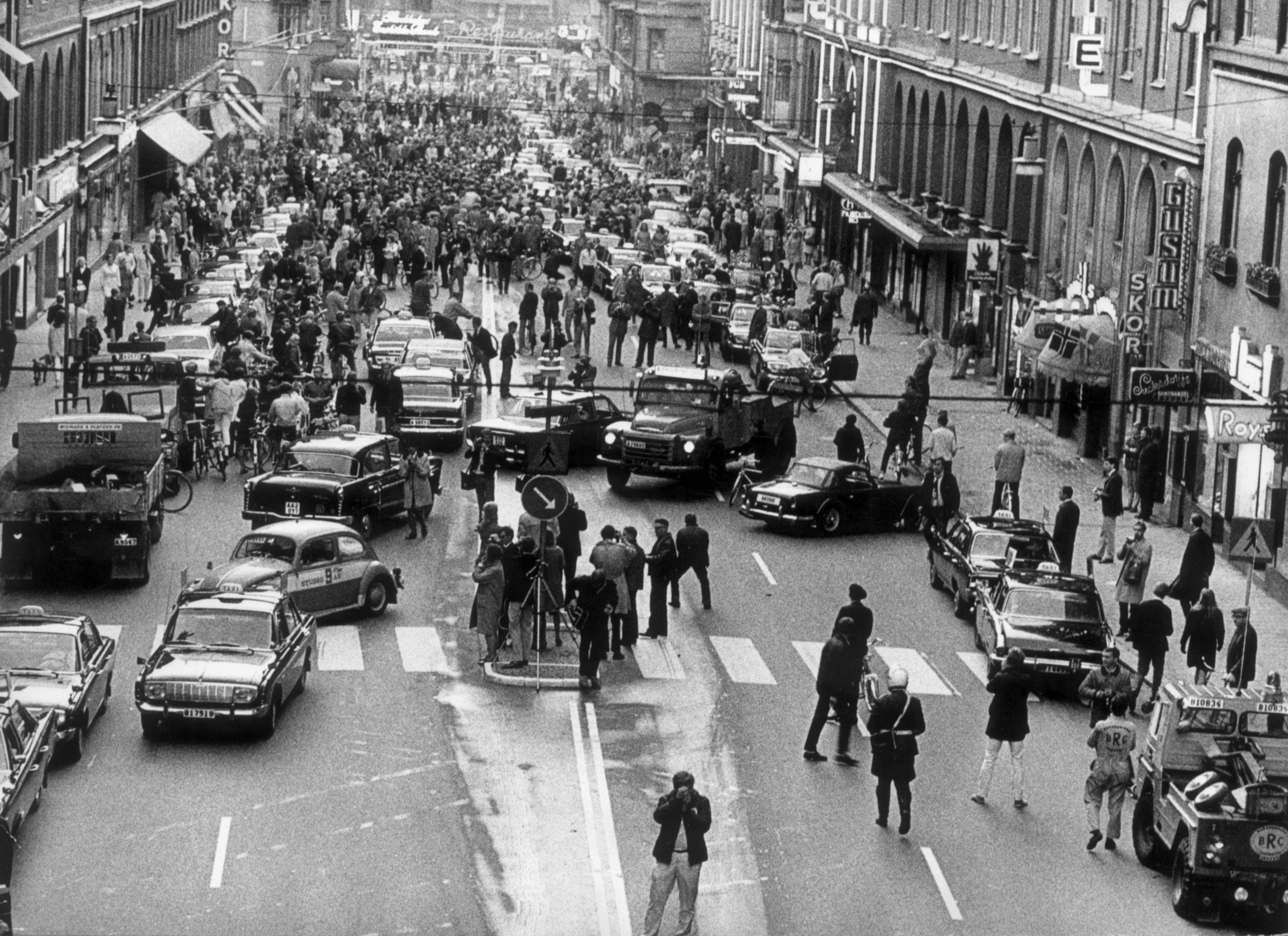
Umstellung von Links- auf Rechtsverkehr am Dagen H

Bis 1967 herrschte in Schweden Linksverkehr, während die Nachbarländer Norwegen und Dänemark von jeher und Finnland seit 1858 Rechtsverkehr hatten. Die Situation wurde noch dadurch erschwert, dass die Fahrerplätze in Kraftfahrzeugen der exportorientierten schwedischen Hersteller auf der linken Seite lagen.
Die Regierung ließ das Problem 1955 durch eine Kommission untersuchen. Diese veranschlagte 2,7 Millionen Kronen für eine Umstellung auf Rechtsverkehr, 500.000 Kronen allein für Informationsmaterial. Sodann ließ die Regierung eine Volksabstimmung durchführen, bei der nur 15,5 % der Bevölkerung für einen Übergang zum Rechtsverkehr votierten. Eine der häufigsten Begründungen gegen die Umstellung war das bequeme Aus- und Einsteigen zum Bürgersteig hin. Ein Antrag, Rechtsverkehr einzuführen, erlangte 1963 im schwedischen Reichstag die Mehrheit. Infolgedessen wurde das Gesetz zur Umstellung vom Links- auf Rechtsverkehr verabschiedet, das am 3. September 1967, dem sogenannten Dagen H, in Kraft trat.

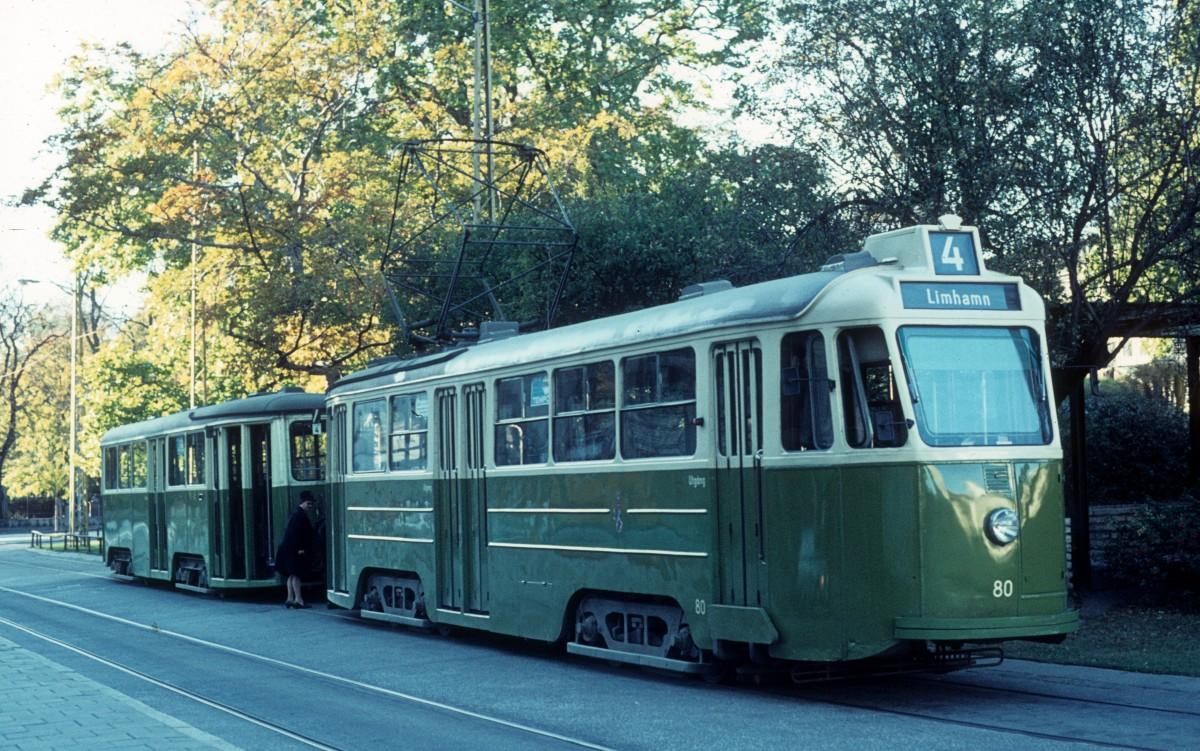
Straßenbahnzug in Malmö 1972. Der Beiwagen läuft rückwärts, erkennbar am im Vergleich zum Triebwagen spiegelbildlichen Aufbau.

Die Umstellung auf den Rechtsverkehr war der Anlass für die Abschaffung der Straßenbahn in mehreren schwedischen Städten: Die vorhandenen Einrichtungswagen hätte man zusätzlich zur Umstellung der Weichenantriebe und Haltestellen umbauen oder durch Neubaufahrzeuge ersetzen müssen. Beides empfand man als zu teuer. Entweder wurde die Straßenbahn spätestens mit dem Tag der Umstellung stillgelegt, etwa der Großteil des Netzes in Stockholm, oder sie wurde, wie etwa in Malmö, noch einige Jahre mit den vorhandenen Wagen weiterbetrieben. In Malmö wurden für den Restbetrieb bis zur Schließung 1973 nur die Triebwagen vollständig für den Rechtsfahrbetrieb umgebaut, die Beiwagen setzte man nach minimaler Anpassung wie dem Umsetzen der Schlusslichter an das andere Wagenende rückwärtslaufend ein. Göteborg und Norrköping sind, abgesehen von zwei Vorortlinien im Großraum Stockholm, die einzigen Städte in Schweden, die auch nach Umstellung auf Rechtsverkehr ihre Straßenbahn langfristig behalten haben. In beiden Städten wurde die Umstellung auf den Rechtsfahrbetrieb durch die teilweise Anpassung des Fahrzeugbestandes, die Auslegung von neubeschafften Wagen zu etwa gleichen Teilen für Links- und Rechtsfahrbetrieb und den Betrieb je eines Triebwagens für Links- und Rechtsfahrbetrieb »Heck-an-Heck«-gekuppelt schon vor der Umstellung vorbereitet.

### Spanien
Am 10. April 1924 verordnete der Diktator Primo de Rivera, dass die Fahrzeuge im Straßenverkehr sich rechts halten sollten.

### Tschechoslowakei
In der Tschechoslowakei (als einem der Nachfolgestaaten Österreich-Ungarns) wurde ursprünglich links gefahren. Um 1925 wurde jedoch die Konvention von Paris angenommen und der Plan gefasst, „innerhalb einer angemessenen Zeit“ umzustellen. 1931 wurde dieses auf eine Fünfjahresfrist konkretisiert, was aber ohne Folgen blieb. Im November 1938, kurz nach der Besetzung des Sudetenlands, beschloss das Parlament die Umstellung zum 1. Mai 1939. In Wochenschauaufnahmen vom Einmarsch der Wehrmacht am 15. März 1939 ist ein Hinweisschild „In Prag wird links gefahren!“ zu sehen, während auf der Landstraße rechts gefahren wird. Schon beim deutschen Einmarsch am 15. März 1939 wurde innerhalb von Stunden auf Rechtsverkehr umgestellt: Die Wehrmacht fuhr auf der rechten Seite, und dabei blieb es.

### Ungarn
Als Ungarn 1941 auf Seiten der Achsenmächte in den Krieg gegen die Sowjetunion eintrat, wechselte es zum Rechtsverkehr.

### Vereinigte Staaten von Amerika
Die Vereinigten Staaten hatten als ehemalige britische Kolonie vermutlich zunächst Linksverkehr. Trotzdem ist umstritten, ob der Linksverkehr in den amerikanischen Kolonien weit verbreitet war. Nach der Unabhängigkeit schrieb man schrittweise Rechtsverkehr fest.
Die gesetzliche Festlegung auf Rechtsverkehr erfolgte in:
- Pennsylvania 1792
- New York 1804
- New Jersey 1813

Ob es sich zu dieser Zeit um einen Wechsel vom Linksverkehr handelte oder ob nur die bestehende Praxis festgeschrieben wurde, ist unbekannt.
Im frühen 20. Jahrhundert hatten amerikanische Autos den Fahrerplatz auf der rechten Seite. Es ist jedoch Rechtsverkehr üblich, eine Ausnahme stellen die Amerikanischen Jungferninseln in der Karibik (Kleine Antillen) dar. Das nichtinkorporierte Außengebiet ist das einzige Territorium der USA mit Linksverkehr.

### Vereinigtes Königreich
Im Vereinigten Königreich herrschten Wagengespanne vor. Im Jahr 1835 wurde mit dem Highway Act der Linksverkehr im Vereinigten Königreich von Großbritannien und Irland gesetzlich verankert.
Einzige Ausnahme ist der „Savoy Court“ vor dem Savoy Hotel in London (siehe Abschnitt Geschichte). Um Unfälle von an den Rechtsverkehr gewöhnten Touristen zu vermeiden, sind vor allem in London Warnhinweise bei Fußgängerüberwegen auf den Linksverkehr auf die Fahrbahn aufgebracht worden.

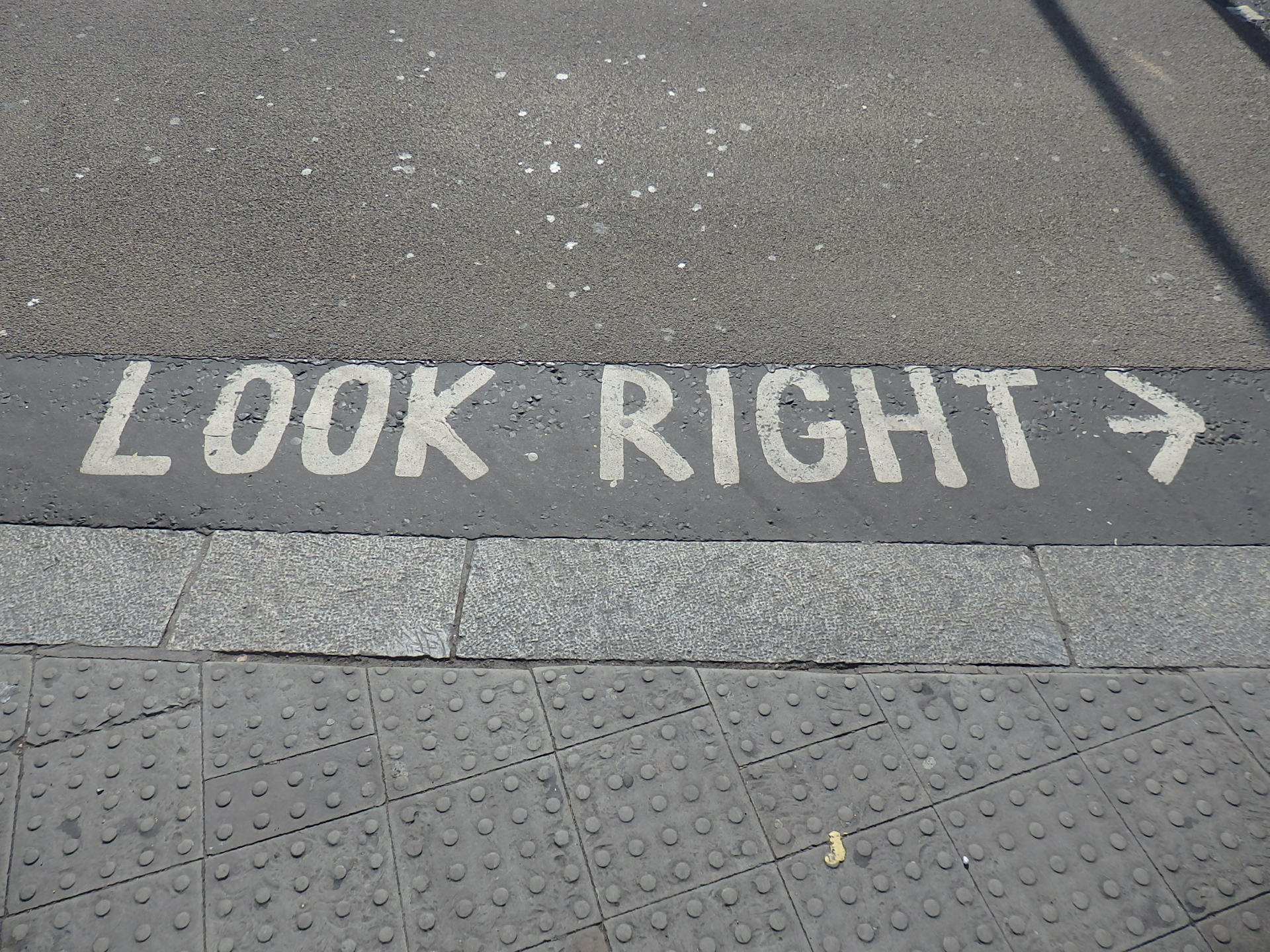
Warnhinweis für Fußgänger auf Londoner Fahrbahn

#### Falklandinseln
Während der argentinischen Besetzung der Falklandinseln 1982 wurde Rechtsverkehr angeordnet, dem sich jedoch die Bevölkerung häufig widersetzte. Nach der Rückeroberung wurde der Linksverkehr wieder eingeführt.

#### Gibraltar
Obgleich Gibraltar unter britischer Oberhoheit steht, gilt hier wegen seiner geringen Größe und der Nähe zu Spanien seit dem Jahr 1929 Rechtsverkehr.

### Zypern
Linksverkehr auf der ganzen Insel, also auch in Nordzypern und in den unter Souveränität des Vereinigten Königreichs stehenden Militärbasen Akrotiri und Dhekelia.

## Umstellung von Verkehrsformen
Die Umstellung von Links- auf Rechtsverkehr – oder andersherum – ist heute sehr aufwendig und teuer. Dafür ist zu einem bestimmten Zeitpunkt schlagartig die Umstellung sämtlicher Verkehrsteilnehmer notwendig. Außerdem müssen zahlreiche Straßeneinrichtungen angepasst, Verkehrszeichen auf die andere Straßenseite versetzt, Autobahnkreuze, Hochstraßen und anderes in vielen Fällen umgebaut werden, da die Kreuzungseinrichtungen, Auf- und Abfahrten auf eine Verkehrsform abgestimmt sind. Gleiches gilt für Verkehrskonzepte und Lichtsignalanlagen mitsamt Steuerungen. Wegen dieses hohen Aufwandes war 1972 Nigeria das letzte größere Land, das eine Umstellung vorgenommen hat (von Links- auf Rechtsverkehr). Zuletzt stellte Samoa 2009 als kleiner Inselstaat von Rechts- auf Linksverkehr um. (Siehe hierzu auch vorigen Abschnitt)

## Fahrtrichtungswechsel von Links- auf Rechtsverkehr an Grenzen

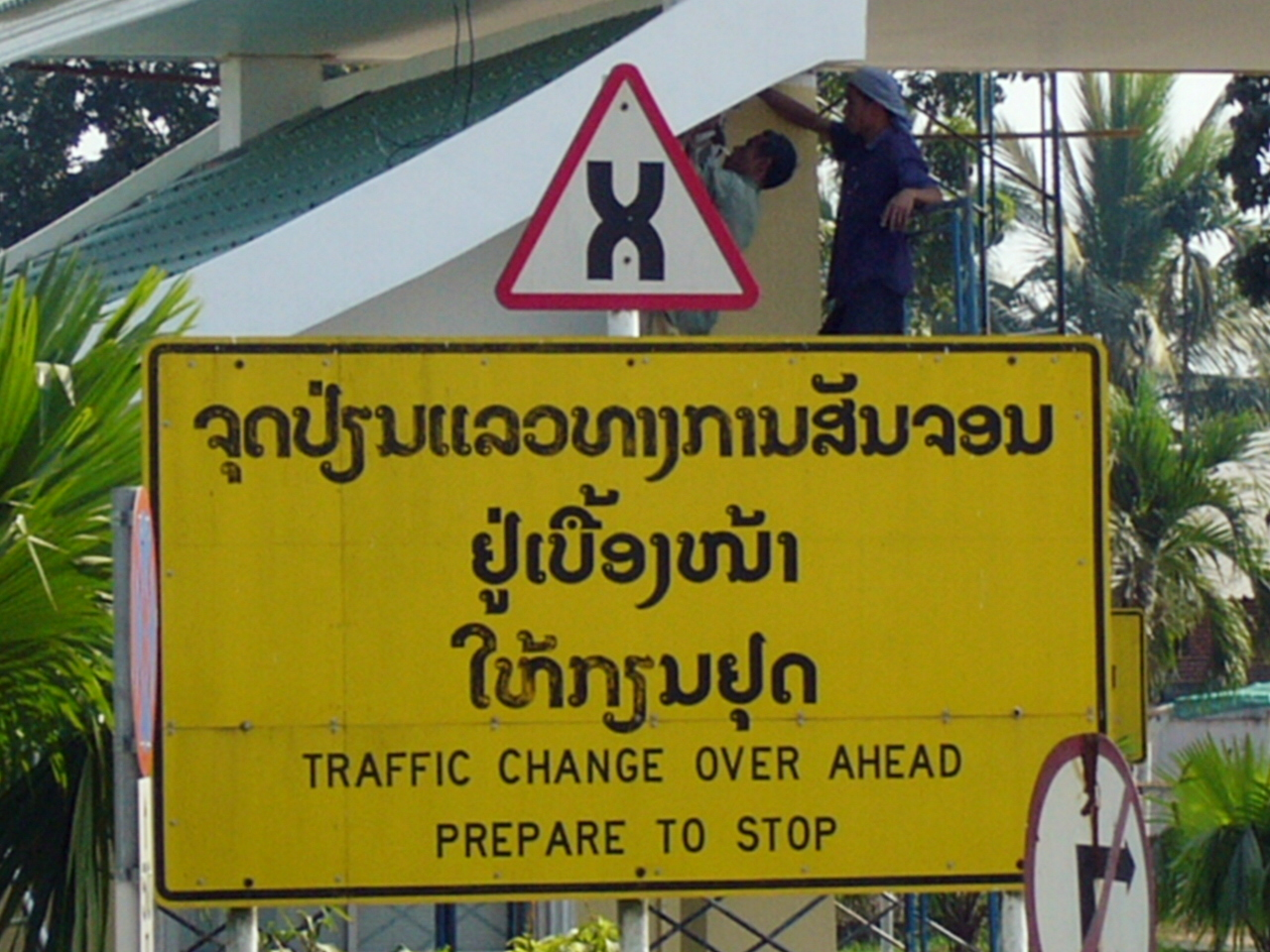
Verkehrszeichen zum bevorstehenden Fahrtrichtungswechsel im Straßenverkehr vor der ersten Thailändisch-Laotischen Freundschaftsbrücke auf laotischer Seite

An folgenden Landesgrenzen findet aktuell ein Wechsel der Fahrtrichtungen von Links- (LV) auf Rechtsverkehr (RV) beim Überschreiten der geographischen Grenzen auf durchgehenden Fahrbahnen statt (Gewässergrenzen (wie zwischen Surinam und Französisch-Guyana) zählen nicht dazu):
- Bangladesch (LV)
  - →  Myanmar
- Guyana (LV)
  - →  Brasilien (Takutu River Bridge)
- Hongkong (LV)
  - →  Volksrepublik China (Lok Ma Chau, Man Kam To und Sha Tau Kok)[32]
- Indien (LV)
  - →  Myanmar
  - →  Volksrepublik China
- Kenia (LV)
  - →  Äthiopien
  - →  Somalia
  - →  Südsudan
- Macau (LV)
  - →  Volksrepublik China (Lotusbrücke)
- Namibia (LV)
  - →  Angola
- Nepal (LV)
  - →  Volksrepublik China
- Pakistan (LV)
  - →  Afghanistan
  - →  Iran
  - →  Volksrepublik China
- Sambia (LV)
  - →  Angola
  - →  Demokratische Republik Kongo
- Tansania (LV)
  - →  Burundi
  - →  Ruanda
- Thailand (LV)
  - →  Kambodscha
  - →  Laos (mehrere Brücken)
  - →  Myanmar
- Uganda (LV)
  - →  Demokratische Republik Kongo
  - →  Ruanda
  - →  Südsudan

## Legenden zum Ursprung
Über den Ursprung von Links- und Rechtsverkehr gibt es viele Legenden, die nicht durch historische Quellen gesichert sind.
- Das gemeine Volk ging schon immer rechts aneinander vorbei, aber unter Aristokraten galt es als vornehmer, links aneinander vorbeizugehen. So wurden in England die Verkehrsregeln im Linksverkehr festgesetzt, in Frankreich jedoch wechselte man in der Revolution zum im Volk üblichen Rechtsverkehr.[33]
- Europaweit habe aufgrund eines päpstlichen Dekrets aus dem Jahr 1300 Linksverkehr geherrscht. In Auflehnung gegen den Papst sei in einigen Ländern der Rechtsverkehr eingeführt worden. Papst Bonifatius VIII. erließ im Jubeljahr 1300 eine Anordnung für Pilger auf der Engelsbrücke, die sich auf dem Weg zum Petersdom befanden, sich auf der linken Seite zu halten.

### Linksverkehr
- Die Begegnung Bewaffneter auf einer Straße wird gerne als Erklärung für den Linksverkehr herangezogen: Danach ist es wegen der überwiegenden Rechtshändigkeit des Menschen sicherer, wenn man sich einander mit der bewaffneten rechten Seite, also im Linksverkehr, nähert, um einen potentiellen Angriff effizienter abwehren zu können.
- Das Aufsteigen auf ein Pferd fällt einem bewaffneten Krieger, der das Schwert links am Gürtel trägt, auf der linken Seite des Pferdes wesentlich leichter. Ein Reiter, der sein Pferd auf der linken Straßenseite „geparkt“ hat, kann gefahrlos vom Straßenrand her aufsteigen, ohne vom „Straßenverkehr“ erfasst zu werden. Jedenfalls besteigt man noch Pferde und oft Motor- und Fahrräder traditionell von links.
- Analog wird zur Begründung des Linksverkehrs in Japan behauptet, dies hinge mit den Samurai zusammen. Diese trugen ihre beiden Schwerter stets an der linken Seite, so dass sie das Schwert mit der rechten Hand zogen. Damit der Samurai einen Angriff parieren konnte, sollte sich der Gegner möglichst nicht auf seiner linken Seite befinden. Daher ließ der Samurai Leute stets an seiner rechten Seite vorbeigehen und grüßte mit der linken Hand, woher also angeblich die Gewohnheit der Japaner rührt, noch vor der Einführung des geregelten Straßenverkehrs auf der linken Seite zu gehen.[34]

### Rechtsverkehr
- Ritter kämpften in Ritterturnieren im Rechtsverkehr. Sie ritten also mit ihren linken Schultern aneinander vorbei und richteten die rechts getragene Lanze über den Hals des Pferdes nach vorne links auf den Gegner. Dazu gibt es zeitgenössische Abbildungen.
- Napoleon habe in Frankreich den Rechtsverkehr eingeführt, weil sich die rechts getragenen Hellebarden seiner Truppen beim Linksverkehr immer verhakten. Hellebarden waren aber zu Napoleons Zeiten keine Militärwaffen mehr.
- Das Rechtsfahrgebot Napoleons komme daher, dass Napoleon Linkshänder war.
- Napoleon habe gewollt, dass – mit Hilfe der von den Montgolfier-Brüdern neu erfundenen Heißluftballons – die französischen Truppen beim Marschieren gut erkennbar wären. Alle anderen Truppen marschierten links. Also habe Napoleon befohlen, dass seine Truppen rechts marschieren. Die Anzahl der Ballonbeobachtungen französischen Militärs dürfte sich aber in engen Grenzen bewegt haben.

## Andere Verkehrsträger
- In der Schifffahrt gilt international Rechtsverkehr, was insbesondere auf Wasserstraßen zum Tragen kommt. Die Ausweichregeln zwischen Wasserfahrzeugen legen zudem fest, dass (bei Motorschiffen) Rechts vor Links gilt.
- Im Luftverkehr sind Ausweichregeln festgelegt.
- Eisenbahnverkehr: Je nach Land und Eisenbahngesellschaft oder Geschichte eines Streckenteils unterschiedlich. Siehe hierzu Fahrordnung in den einzelnen Ländern.
- Bestimmte Bus-Rapid-Transit-Systeme (kurz BRT, auch Busway genannt) setzen ebenfalls auf eine abweichende Fahrordnung. Ursächlich hierfür ist die Verwendung von mittigen Bussteigen; diese sind beim Bau günstiger als die Errichtung zweier außen liegender Bussteige mit Fahrzeugen, die die Einstiege rechts haben, also bei sonst üblichem Rechtsverkehr zum nahen Fahrbahnrand hin. Beispiele hierfür sind der ehemalige Oberleitungsbus Mérida in Venezuela, der Oberleitungsbus Quito in Ecuador und der Metrobus Istanbul in der Türkei.[35] Auch beim BRT-System in Barquisimeto (ebenfalls Venezuela, ursprünglich als Oberleitungsbus geplant, jedoch als Dieselbus realisiert) ist dies der Fall. Voraussetzung für dieses Prinzip sind vom übrigen Verkehr baulich abgetrennte Busfahrstreifen.
- Aus dem gleichen Grund, nämlich der Verwendung von Mittelbahnsteigen im Zusammenspiel mit Einrichtungsfahrzeugen ohne beidseitige Türen, verkehren auch in einigen Straßen- beziehungsweise Stadtbahnnetzen die Züge abschnittsweise im Linksverkehr:
  - die Straßenbahn Kassel in der Holländischen Straße
  - die Straßenbahn Wien auf der Linie 25 im Bereich der U-Bahn-Station Kagran und im Bereich der U-Bahn-Station Donauspital sowie auf der Linie 26 im Bereich der Hochstrecke zwischen Forstnerstraße und Süßenbrunner Straße. Eine diesbezügliche Besonderheit stellte ferner die ehemalige Linie 18G dar. Sie wechselte zwischen 1938 und 1945 je Fahrt gleich zweimal die Fahrseite, weil sie abschnittsweise über die frühere Wiener Elektrische Stadtbahn geführt wurde, die damals noch links fuhr, während die Straßenbahn bereits auf Rechtsverkehr umgestellt war.
  - die Straßenbahn Zürich im Bereich des Tramtunnels Milchbuck–Schwamendingen
  - die Straßenbahn Göteborg auf dem Streckenast nach Angered, aufgrund der unterirdischen Haltestelle Hammarkullen
  - die Metrotram Wolgograd
  - die Straßenbahn Krywyj Rih
  - die Stadtbahn Charleroi auf dem Streckenast nach Soleilmont und der zum Teil betriebsbereiten, aber nie in Linien-Betrieb genommenen „Phantommetro“ nach Châtelet
  - die Stockholmer Nockebybanan im Bereich Alvik

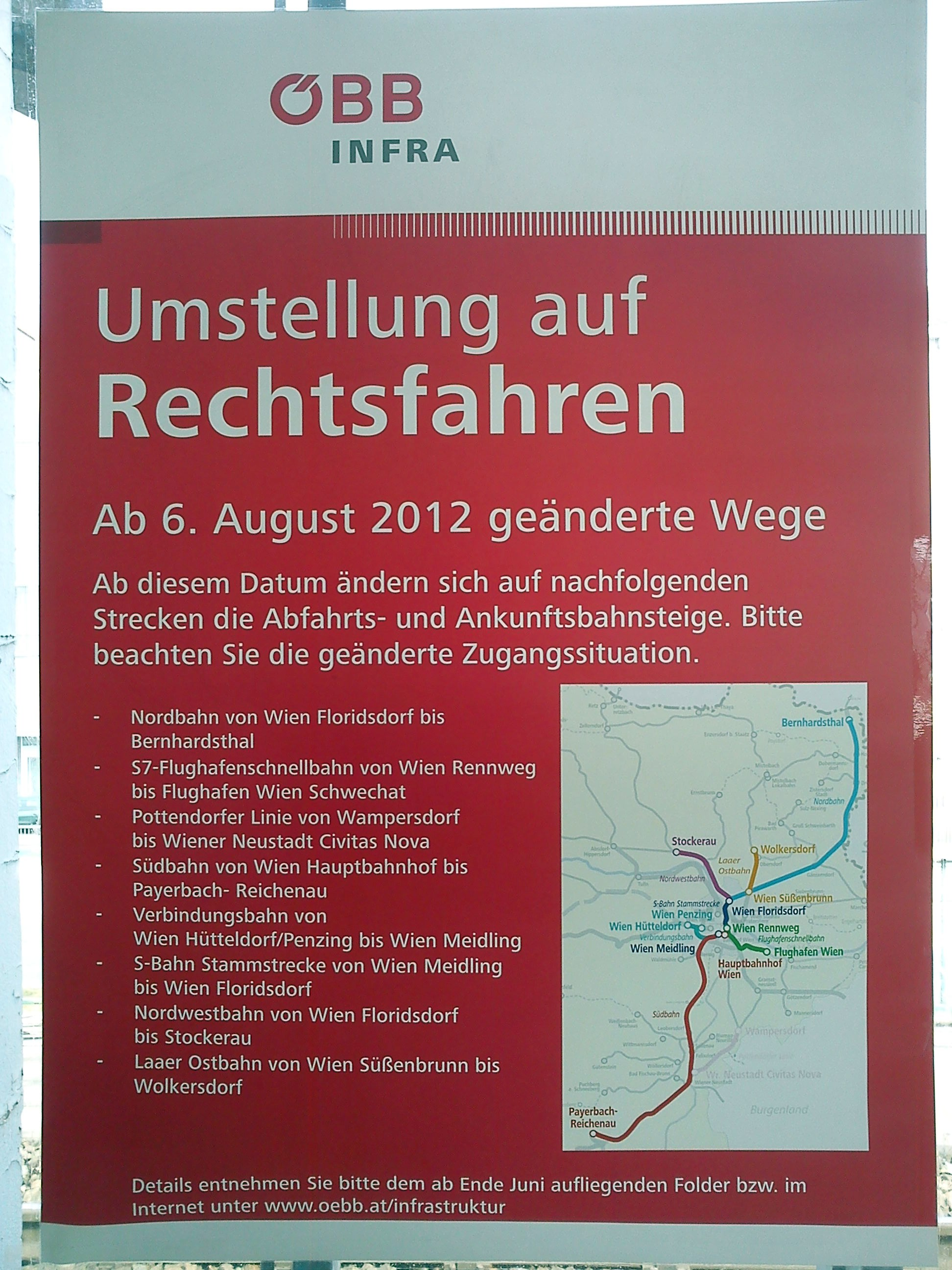
Die Umstellung auf Rechtsfahren wurde durch die ÖBB im Raum Wien am 6. August 2012 vollendet (Ausnahme: Franz-Josefs-Bahn)

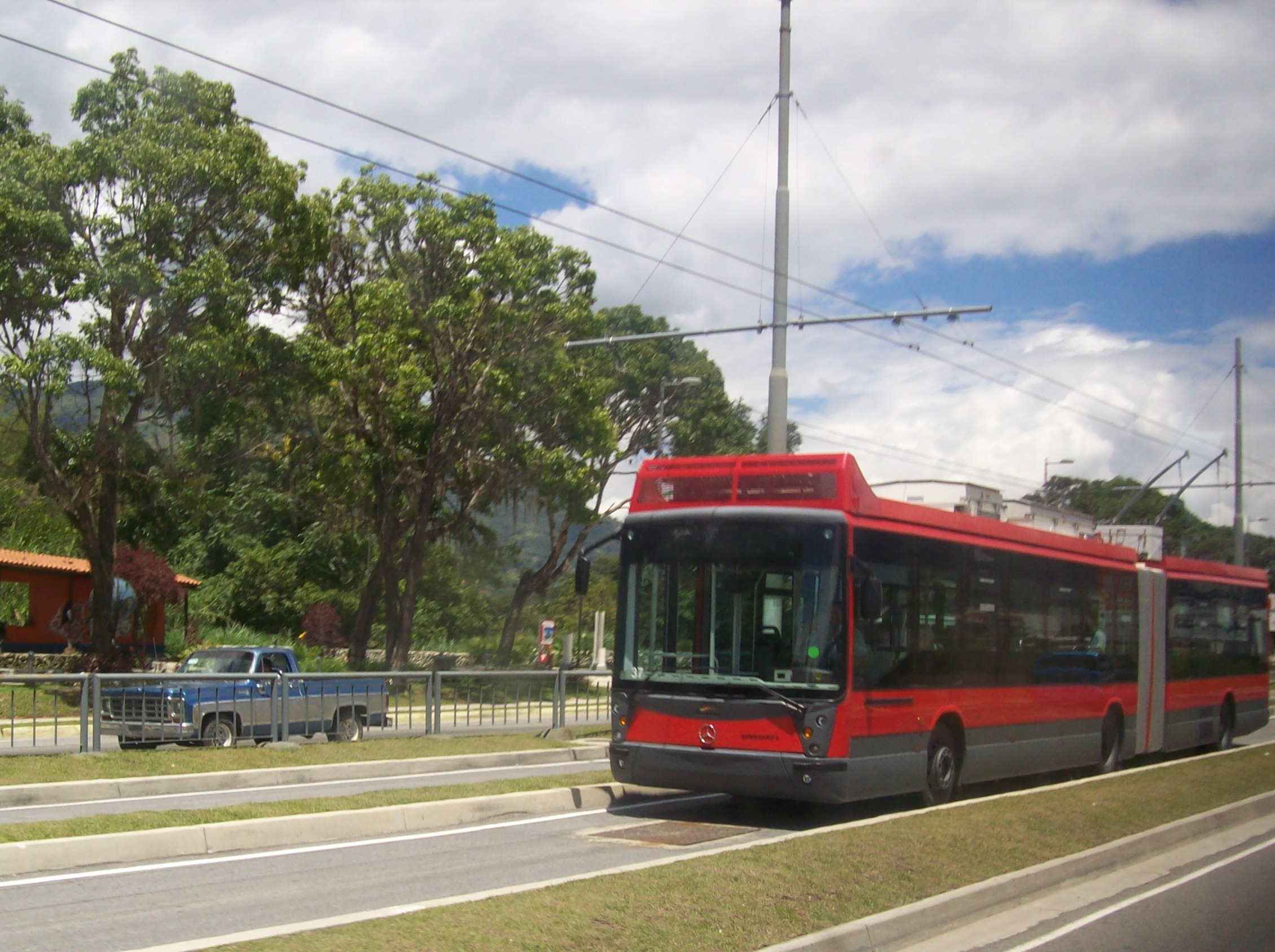
Der Oberleitungsbus Mérida, Venezuela verkehrt im Linksverkehr auf einer abgetrennten Sondertrasse in der Mitte einer Straße mit Rechtsverkehr
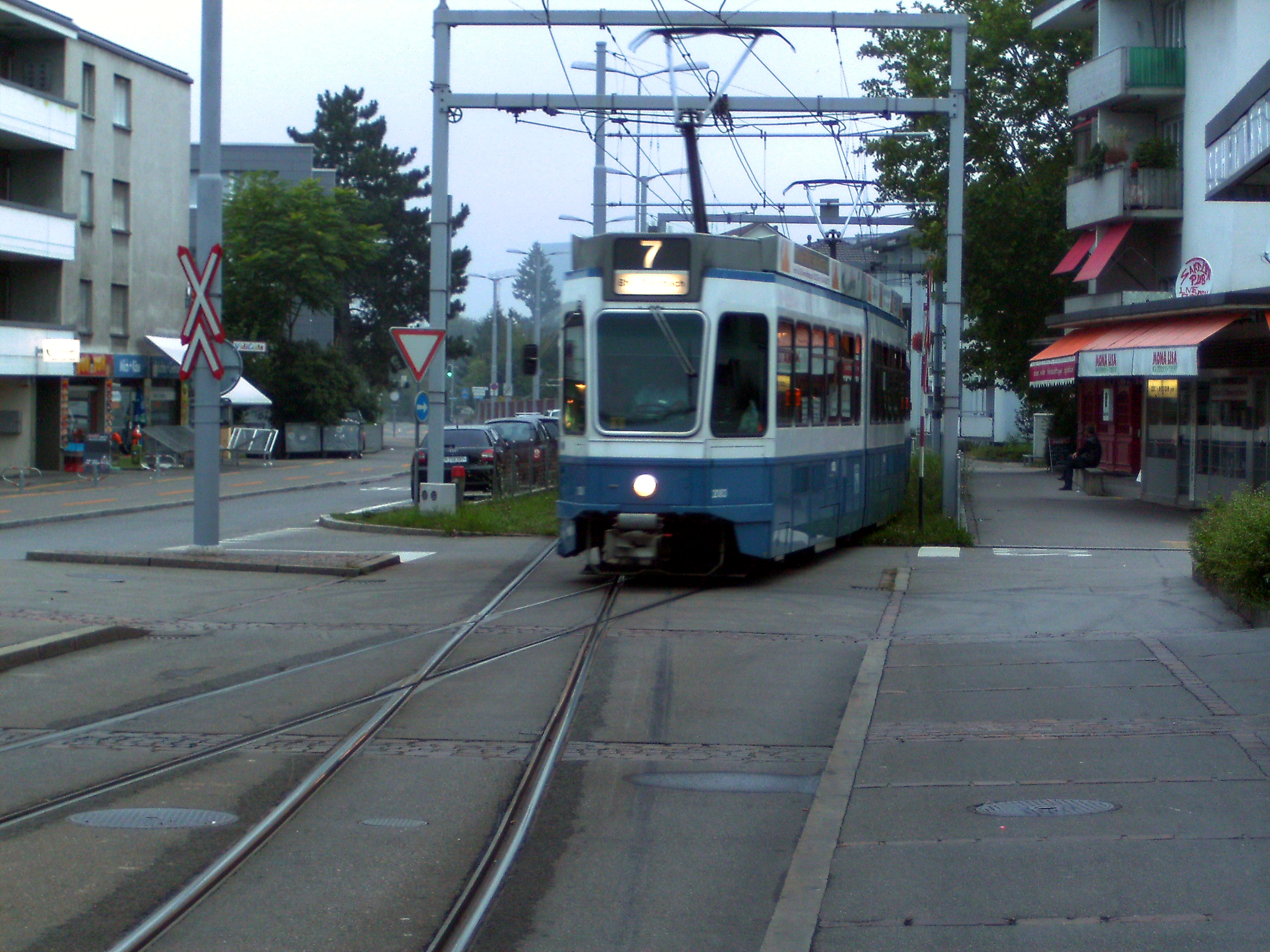
Die Straßenbahn in Zürich beim Übergang vom unterirdischen Linksverkehr (Tunnel mit Mittelperron) zum oberirdischen Rechtsverkehr
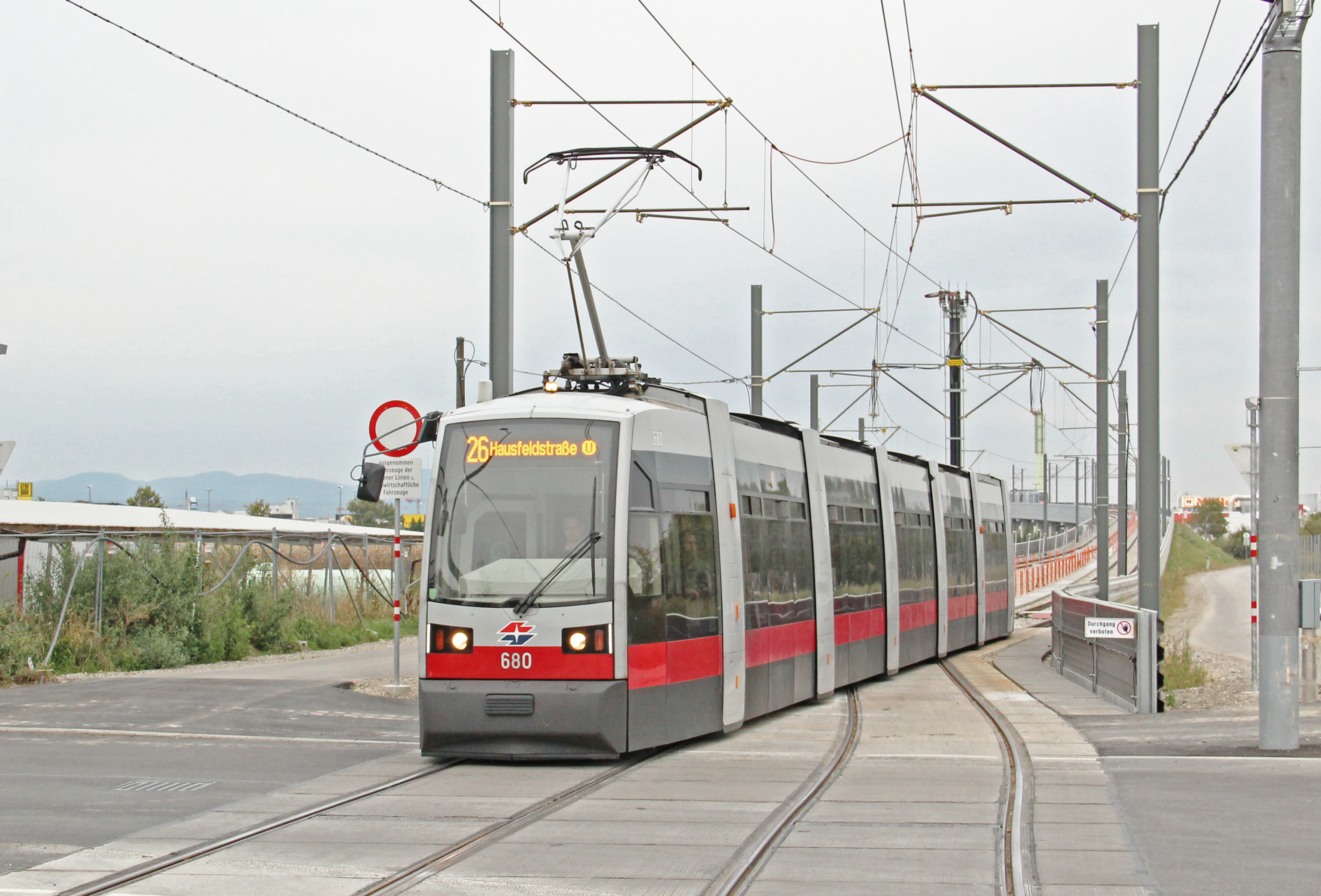
Wien, Gleiskreuzung Süßenbrunner Straße

### Analogien bei Liften, Sport, Rolltreppen
- Umlaufseilbahnen haben immer dieselbe Drehrichtung: wenn das Seil von oben betrachtet gegen den Uhrzeigersinn umläuft, kann es als Rechtsverkehr bezeichnet werden; läuft es im Uhrzeigersinn, wäre es Linksverkehr. Die Umlaufdrehrichtung des Seils wird primär auf die Situation des Zugangs an den Endstationen (Tal/Berg) angepasst – je nachdem, von welcher Seite der Zugang einfacher einzurichten ist. Auch Elemente auf dem Streckenverlauf können ausschlaggebend sein. Pendelbahnen wechseln bei jeder Fahrt die Fahrtrichtung.
  - Bei Schleppliften und fix gekuppelten Sesselliften wird je nach Pistenlage das Seil für die Auffahrt im Sinn von Rechtsverkehr nach rechts oder im Sinne von Linksverkehr nach links gelegt. Ausstieg erfolgt insbesondere bei Doppelliften gleicher Länge jeweils „nach außen“ (vom anderen Lift weg). Bei Dreiecksliften, also Schleppliften mit seitlicher Seilumlenkung, können Geländeformen ausschlaggebend für die Orientierung des Seildrehsinns sein. Zustieg und Ausfahrt können hingegen unabhängig davon gewählt werden, weil der Seilrücklauf frei oder über eigene Stützen erfolgt.
  - Zustieg, Ausfahrt und Skipiste – aus der Sicht des bergauffahrenden Liftbenützers – liegen in einfachen Fällen alle auf derselben Seite (rechts oder links). Der Seilkreislauf tangiert dann den Kreislauf der Skifahrer, deren Abfahrt dann quasi andersrum erfolgt, wenn man die Liftbenützer als Gegenverkehr betrachtet.
- Beim Langlaufen, Rodeln sowie Radrennfahren und Inline-Skaten (auf gesperrten Straßen) wird typisch links überholt, was einer Rechtsverkehr-Regelung entspricht. Gleiches gilt beim Windschatten-Kreisel.
- Paarweise angeordnete Rolltreppen (und Rollsteige) bewegen sich typischerweise im Sinn des landesüblichen Straßenverkehrs[36]. Die Deutsche Bahn gibt Rechtsverkehr auf Treppen und Rolltreppen vor.[37] Die Wiener Linien und weitere Verkehrsbetriebe fördern mit dem Slogan „Rechts stehen – Links gehen“ auch auf den Rolltreppen selbst das Linksüberholen wie beim Rechtsverkehr.[38]
- In Ländern mit Rechtsverkehr sind die Rollwege im Supermarkt üblicherweise gegen den Uhrzeigersinn angeordnet, in Ländern mit Linksverkehr im Uhrzeigersinn[39] Teils führen bauliche Gegebenheiten oder einkaufspsychologische Erwägungen zur gegensätzlichen Anordnung.[40]

## Probleme
Bei Trägern von Portkathetern, die in der Regel unter dem Schlüsselbein implantiert werden, wird die Seite so gewählt, dass der Sicherheitsgurt beim Führen eines Fahrzeugs nicht über diesem liegt, um Beschädigungen zu vermeiden. Als Beifahrer und bei anderer Verkehrsseite ergeben sich also Probleme.